# Phim về động vật
Phim về động vật là thể loại phim có liên quan đến chủ đề, đề tài về các loài động vật, trong đó, các loài động vật có thể là nhân vật chính hoặc không. Thể loại phim về động vật có thể là phim điện ảnh, phim truyền hình, phim tài liệu, thuộc các thể loại như phim tài liệu về thiên nhiên, phim kinh dị, phim quái vật, phim tâm lý, tình cảm, xã hội, phim hành động, điều tra phá án, phim hoạt hình và các bộ phim liên quan đến động vật nhân hóa (như Scooby-Doo), lấy nguyên mẫu, các động vật khổng lồ (như King Kong), các dạng động vật đột biến (như Anaconda), hoặc các giống lai giả tưởng của các động vật thực (như Sharktopus) được coi là phim về động vật.
Một trong những thể loại đáng chú ý là các loại phim kinh dị có chủ đề về động vật, liên quan tới động vật đề sử dụng hình ảnh các động vật tiêu biểu như cá sấu, cá mập, trăn, bạch tuộc, côn trùng ma, quái vật biển, đặc biệt là các bộ phim rùng rợn giật gân của hãng Syfy. Cá mập, lợn rừng, trăn, chó, khỉ, chim chóc từng trở thành những nhân vật khiến loài người phải khiếp đảm trong các bộ phim nổi tiếng. Phần nhiều các bộ phim có bối cảnh đương đại nhất là của Tây phương thì đều có hình ảnh những chú chó, những con mèo cũng thường xuất hiện trong bối cảnh nội thất gia đình, cảnh quay về nhũng con phố thường thấy là có những con bồ câu, nếu cảnh quay ở nông trại phương Tây thì cũng thường có cừu và bò, những bộ phim về bối cảnh cổ xưa hoặc cận đại thì hình ảnh những con ngựa là khá phổ biến.
Sau đây là tổng hợp danh sách các bộ phim đáng chú ý về chủ đề các loài động vật:

## Các loài thú

### Loài chó
Trong văn hóa phương Tây, chó là người bạn tốt nhất của con người, do đó chúng đã ảnh hưởng rất lớn trong văn hóa đại chúng và xuất hiện trên phim ảnh, gắn với con người.
- Rex - Chú chó thám tử là chú chó chăn cừu giống Đức trong vai trò là một chú chó cảnh sát tên Rex. Phim gồm 16 phần, thuộc thể loại hình sự. Rex - chú chó thám tử được quay trong hai giai đoạn. Ban đầu, bộ phim thực hiện tại Áo và lên sóng từ năm 1994 đến năm 2004. Sau đó, phim là sự hợp tác sản xuất giữa hai quốc gia Áo và Ý. Phim từng giành giải Telegatto cho "Phim nước ngoài hay nhất" năm 1998. Những phần đầu của phim lên sóng tại Việt Nam từ năm 2000[2] 10 mùa phim đầu tiên do người Áo thực hiện. Riêng mùa 11 do Áo và Italy hợp tác sản xuất. Còn 8 mùa phim cuối chỉ có sự tham gia của các nhà làm phim đất nước hình chiếc ủng và lấy bối cảnh thành phố Rome. Ngoài ra, một số quốc gia châu Âu như Ba Lan, Nga, Slovakia cũng có phiên bản Rex, chú chó thám tử của riêng mình[3].
- Lassie come home (1943): Phim do Fred M.Wilcox đạo diễn. Lassie come home (tạm dịch: Lassie về nhà) được xây dựng dựa theo cuốn tiểu thuyết cùng tên của nhà văn Eric Knight. Phim kể về hành trình tìm đường về nhà từ Scotland đến Yorkshire (Anh) của chó Lassie. Năm 1993, tác phẩm được Viện phim quốc gia Hoa Kỳ chọn bảo tồn. Nhân vật Lassie còn được gắn tên trên Đại lộ danh vọng Hollywood.
- Cats and Dogs (Đại chiến chó mèo) do Lawrence Guterman đạo diễn và phát hành năm 2001 nói về sự tranh giành vị thế giữa chó và mèo vốn là hai loài xưa nay luôn hằn học nhau. Năm 2010, phim ra mắt phần hai với tên gọi Cats and Dogs: The Revenge of Kitty Galore. Trong phần này, chó và mèo liên kết chống kẻ thù chung - mèo Kitty Galore (cựu điệp viên bất mãn với đồng loại và căm ghét loài chó). Tổ chức gìn giữ hòa bình được lập ra bởi siêu điệp viên chó Butch, cựu cảnh sát Diggs, điệp viên mèo xám Catherine, chim Seamus.
- Hotel for Dogs (Khách sạn cho chó) được chuyển thể từ cuốn tiểu thuyết cùng tên của nhà văn Lois Duncan. Phim xoay quanh câu chuyện chị em mồ côi Andi - Bruce. Khi được nhận làm con nuôi, cả hai phải tìm mọi cách giữ chó cưng do người giám hộ không cho phép họ đưa chúng về nhà. Trong hoàn cảnh đó, Andi và Bruce đã đưa thú cưng cư trú trong khách sạn bỏ hoang cùng những con chó vô chủ.
- The Life of a Guide Dog (2004): Quill là chú chó được huấn luyện để thực hiện trọng trách hướng dẫn những người khiếm thị có thể di chuyển trên đường phố. Đó là điều không dễ dàng bởi Quill chậm hơn so với những bạn khác. Song, chú chó khiến người xem phải khâm phục bởi đức tính kiên nhẫn. Sự xuất hiện của Quill giúp cuộc sống của Mitsuru Watanabe (Kaoru Kobayashi), một người đàn ông trung niên khiếm thị mang tư tưởng “thà ngủ còn hơn để một con chó kéo đi vòng vòng”, trở nên tươi sáng hơn[3].
- Because of Winn-Dixie (2005) lấy cảm hứng từ cuốn sách cùng tên của nhà văn Mỹ - Kate DiCamillo. Nhân vật Opal đã nhận chó hoang là thú cưng của mình và đặt tên là Winn-Dixie.
- 101 Dalmatians: Phim do Stephen Herek đạo diễn, lấy bối cảnh London (Anh) trong thập niên 1960. 101 Dalmatians (tạm dịch: 101 chú chó đốm) thuộc thể loại phim hành động hài hước. Phim kể về Pongo - chó đốm đực - sống với nhạc sĩ độc thân tên Roger.
- Belle và Sebastian: Tình bạn bất diệt (2013)
- Eight below (Âm tám độ) được đặt vào bối cảnh năm 1993 tại Nam Cực - nơi anh chàng Jerry Shepard (Paul Walker thủ vai) là người dẫn đường cho các đoàn thám hiểm và nghiên cứu. Trợ thủ đắc lực của anh trên chặng đường phủ trắng tuyết là tám chú chó, bao gồm thủ lĩnh Maya cùng Buck, Shadow, Shorty, Old Jack, Truman, Dewey và Max. Những chú chó với Jerry có mối quan hệ như bạn bè. Chúng bị bỏ lại ở vùng Nam Cực lạnh giá trong suốt 175 ngày. Từ đây, chúng quyết giành giật lấy sự sống bằng cách tự thoát khỏi dây xích và hỗ trợ lẫn nhau. Bằng sự thông minh, nhóm tám chú chó còn tìm ra cách kiếm thức ăn bằng việc săn bắt mòng biển, cánh cụt, hải cẩu[3].
- Marley and me (2008) do David Frankel đạo diễn chuyển thể từ tự truyện bán chạy cùng tên của nhà văn John Grogan. Phim mô tả về những rắc rối nảy sinh khi cặp vợ chồng trẻ John - Jenny Grogan mua chú chó Marley về nuôi là chú chó cưng thuộc giống Labrado được đặt tên là Marley. Ban đầu, sự xuất hiện của Marley khiến cuộc sống nhà Grogan trở nên đảo lộn. Rắc rối lớn tới mức, đã có lúc, những vị chủ nhân bất lực muốn tống khứ nó ra khỏi nhà. Song, cũng chính Marley, bằng một trái tim yêu thương vô điều kiện cùng lòng trung thành tuyệt đối, đã níu giữ và gắn kết tình yêu giữa con người.
- Câu chuyện về Mari và ba chú chó con (Nhật: マリと子犬の物語 Mari To Koinu No Mongatari?) là một phim Nhật Bản được đạo diễn bởi Ryuichi Inomata, mở ra cảnh đổ nát của vùng nông thôn nước Nhật sau trận động đất. Mari - mẹ của ba cún con - không sợ hiểm nguy, lao vào cứu chủ - ông Yuzo và cháu gái Aya. Tình tiết khiến người xem cảm động là lúc Mari bị bỏ lại khi nhân viên cứu hộ không thể đưa cô chó và đàn con lên máy bay. Tiếng khóc xé lòng của Aya đã khiến nhiều khán giả không khỏi nghẹn ngào, xót xa.
- Hachi: A dog's tale (2009): Phim dựa trên câu chuyện có thật về chú chó Hachiko (Nhật Bản) là biểu tượng về lòng trung thành đến tận hơi thở cuối cùng với chủ. Sau cái chết bất ngờ của chủ nhân, chú chó chuyển đến sống cùng con gái ông. Tuy nhiên, Hachiko trung thành đã bỏ trốn, trở về ngôi nhà cũ tìm chủ. Khi không thấy bóng dáng ông, chú chó bèn đến nhà ga - nơi hàng ngày Hachiko chia tay người chủ cũ - với mong muốn hội ngộ. Và điều đó cứ thế diễn ra trong suốt hơn 10 năm sau đó.
- Wasao (2011) được xây dựng dựa trên câu chuyện có thật về chú chó thuộc giống Akita có tên là Shiro và bị chủ nhân bỏ rơi. Shiro đã phải kiệt sức vượt qua quãng đường dài từ Tokyo đến vùng Ajigasawa - nơi định mệnh sắp đặt cho cậu gặp gỡ người bạn mới. Trong tâm lý mất niềm tin vào con người, chú chó ban đầu kháng cự lại sự quan tâm từ đối phương. Nhưng trải qua thời gian, Shiro dần cảm thầy niềm yêu thương thực sự, và trở nên thân thiết hơn với gia đình mới.
- Cujo (1983): Vốn là một người khó tính, nhà văn Stephen King vẫn phải thừa nhận Cujo rất trung thành với tinh thần nguyên tác của ông. Phim kể về hai mẹ con mắc kẹt trong xe giữa khu đồng không mông quạnh. Không chỉ có thời tiết khắc nghiệt, mối nguy hiểm thực sự dành cho họ là một con chó mắc bệnh dại. Càng về sau, chú chó Cujo càng trở nên điên rồ và khiến khán giả phải rùng mình sợ hãi. Phim kể về một chú chó thân thiện, đáng yêu thuộc giống St. Bernard, thường được biết đến là một người gác cửa đáng tin cậy, bỗng trở nên hoang dại sau khi bị một con dơi quỷ cắn và đi tàn phá một thị trấn nhỏ.
- The Pack (2015): Một bộ phim kinh dị về những con chó tấn công người
- Con chó của dòng họ Baskerville, một con chó sát thủ trong câu chuyện về thám tử Serlochome.
- Con chó săn của dòng họ Baskerville (tiếng Nga: Собака Баскервилей) đây là một bộ phim của Nga (Liên Xô cũ) là phần thứ ba trong loạt phim về những cuộc phiêu lưu của nhân vật thám tử Sherlock Holmes.
- Con chó Dug (Bob Peterson) trong phim Vút bay có đeo một vòng cổ đặc biệt cho phép nó có thể nói được.
- Chú chó Wishbone trong phim truyền hình Wishbone - Chú Chó Nhỏ và Màn Kịch Lớn là một chú chó ngoan, lúc nào cũng tưởng tượng ra một thế giới song song của văn học cổ điển cùng tồn tại với thế giới thực của chú và người bạn là con người của mình.
- Kế hoạch «Y» và những cuộc phiêu lưu khác của Shurik (phim của Nga)
- Ba gã cùng thuyền, chưa kể con chó, (tiếng Nga: Трое в лодке, не считая собаки) là một bộ phim hài của hãng Lenfilm, công chiếu lần đầu năm 1979.
- Bốn chàng lính tăng và một chú chó (phim), một bộ phim truyền hình dài tập do Konrad Nałęcki và Andrzej Czekalski đạo diễn.
- Lady and the Tramp (1955): Lady là nàng chó Tây Ban Nha với bộ lông dài mượt, đôi tai to rủ xuống dịu dàng. Cô có tất cả những gì mà bất cứ chú chó nào cũng phải mơ ước: một bà chủ tốt, một căn nhà ấm áp, những người bạn đáng yêu. Trong khi đó, Tramp lại là chú chó sống tự do, không vướng bận chuồng nhốt hay vòng xích, cũng chẳng phải vẫy đuôi với bất cứ người chủ nào.
- Scooby-Doo (1969) phim hoạt hình kể chú chó giống Đan Mạch, sở hữu tính cánh hài hước, vui nhộn, và tật tham ăn. Cậu đặc biệt còn sợ ma. Scobby-Doo vốn là thú cưng của cậu chủ trẻ Shaggy trong loạt phim hoạt hình trinh thám nổi tiếng cùng tên, lần đầu ra mắt năm 1969. Dù ngờ nghệch và nhát gan, chú chó luôn được khán giả, đặc biệt là trẻ em, yêu mến bởi tính cách vui nhộn và tinh thần sẵn sàng xả thân khi cậu chủ và bạn bè lâm nguy.
- Bolt (2008) kể về Bolt (John Travolta) là một ngôi sao truyền hình khi sắm vai chú chó siêu nhân. Điều oái oăm là cậu nghĩ mình thực sự sở hữu sức mạnh siêu nhiên cho tới khi biến cố xảy ra. Bolt bị lạc đến thành phố New York và bắt đầu cuộc phiêu lưu tìm về cô chủ nhỏ, bạn diễn Penny (Miley Cyrus). Trên đường đi, cậu còn gặp gỡ cô mèo đen Mittens (Susie Essman) và chú chuột hamster tên Rhino (Mark Walton).

### Loài thỏ
- Chú thỏ dễ thương và nổi trong phim hoạt hình Hãy đợi đấy! (do Klara Mikhailovna Rumyanova lồng tiếng). Thỏ được miêu tả như là một nhân vật tích cực. Nó chiếm ít thời gian của bộ phim và ít được phát triển hơn Sói, phần lớn các hành động của nó đơn giản chỉ là các phản ứng trước các mưu đồ của Sói (chẳng hạn chạy và ẩn trốn, đôi khi theo những cách thức rất tài tình). Vì vậy, sự đồng cảm của một số khán giả là dành cho Sói, ngược lại với mọi mục đích giáo dục.
- Thỏ đôi khi còn cứu Sói giống như phim Tom & Jerry, con chuột Jerry cũng thường cứu mèo Tom mỗi khi Tom gặp nạn mặc dù bọn chúng là kẻ thù.
- Chú thỏ gan dạ (tiếng Nga: Храбрый заяц), kể về một chú thỏ tinh khôn biết tập hợp các bạn lại để đánh bại lão sói già gian ác, trả lại bình yên cho khu rừng.
- Thỏ và Sói là một bộ phim hoạt hình dài tập của Hãng phim hoạt hình Việt Nam, chịu ảnh hưởng từ motype tạo hình nhân vật của bộ phim "Hãy đợi đấy !".
- Thỏ và Rùa là một phim hoạt hình 3D phỏng theo câu chuyện ngụ ngôn cùng tên, bộ phim hướng tới những sắc màu vui nhộn, hiện đại.
- Trong bộ phim Harvey của Mỹ nói về một người đàn ông cùng với người bạn thân nhất của anh ta là một chú yêu tinh tên Harvey, có hình dạng một con thỏ khổng lồ vô hình.
- Trong phim Những người bạn vui vẻ thì Cuddles là 1 chú thỏ màu vàng với đôi má hồng và đi một đôi dép lê hình con thỏ màu hồng.
- Usagi Yojimbo ("Vệ sĩ thỏ"), một seri truyện tranh do Stan Sakai sáng tác, Aoi Usagi (tiếng Nhật: 蒼いうさぎ) là tên một bài hát Nhật do ca sĩ, diễn viên Noriko Sakai biểu diễn, được dịch sang tiếng Việt với tựa đề Chú thỏ ngọc bích.
- Nhân vật Alice trong trò chơi Đấu trường đẫm máu nhà một cô y tá xinh đẹp, dễ thương, khi thú hóa thì trở thành một con thỏ trắng (thỏ ngọc) với cách chiến đấu: Nhảy choi choi, xìa, đặc biệt là tuyệt chiêu "bách lôi thố ngọc".

### Loài chuột
Được mệnh danh là loài động vật thông minh nhất thế giới, những con chuột lanh lợi luôn mang lại phiền phức cho loài người nhưng lại đáng yêu đã trở thành đề tài cho những nhà làm phim với những bộ phim về những chú chuột ngộ nghĩnh thu hút nhiều người, đặc biệt là trẻ em. Ở một khía cạnh khác, đề tài về mặt tối, kinh dị, rùng rợn, ghê tởm của loài chuột cũng được khai thác. Không chỉ được xếp vào hàng phá hoại số một, chuột còn được biết đến là loài động vật mang mầm bệnh chết người với nhiều bộ phim kinh dị thể hiện rất rõ tính bầy đàn đông đúc đáng sợ của loài gậm nhấm này, đồng loạt tấn công con người và kéo theo đó là những thảm hoạ đáng sợ, đặc biệt là chúng thường được mô típ là những sinh vật đột biến hay biến đổi gen, chuột vẫn luôn là những sinh vật top đầu về mặt được gắn với hình ảnh kinh dị.

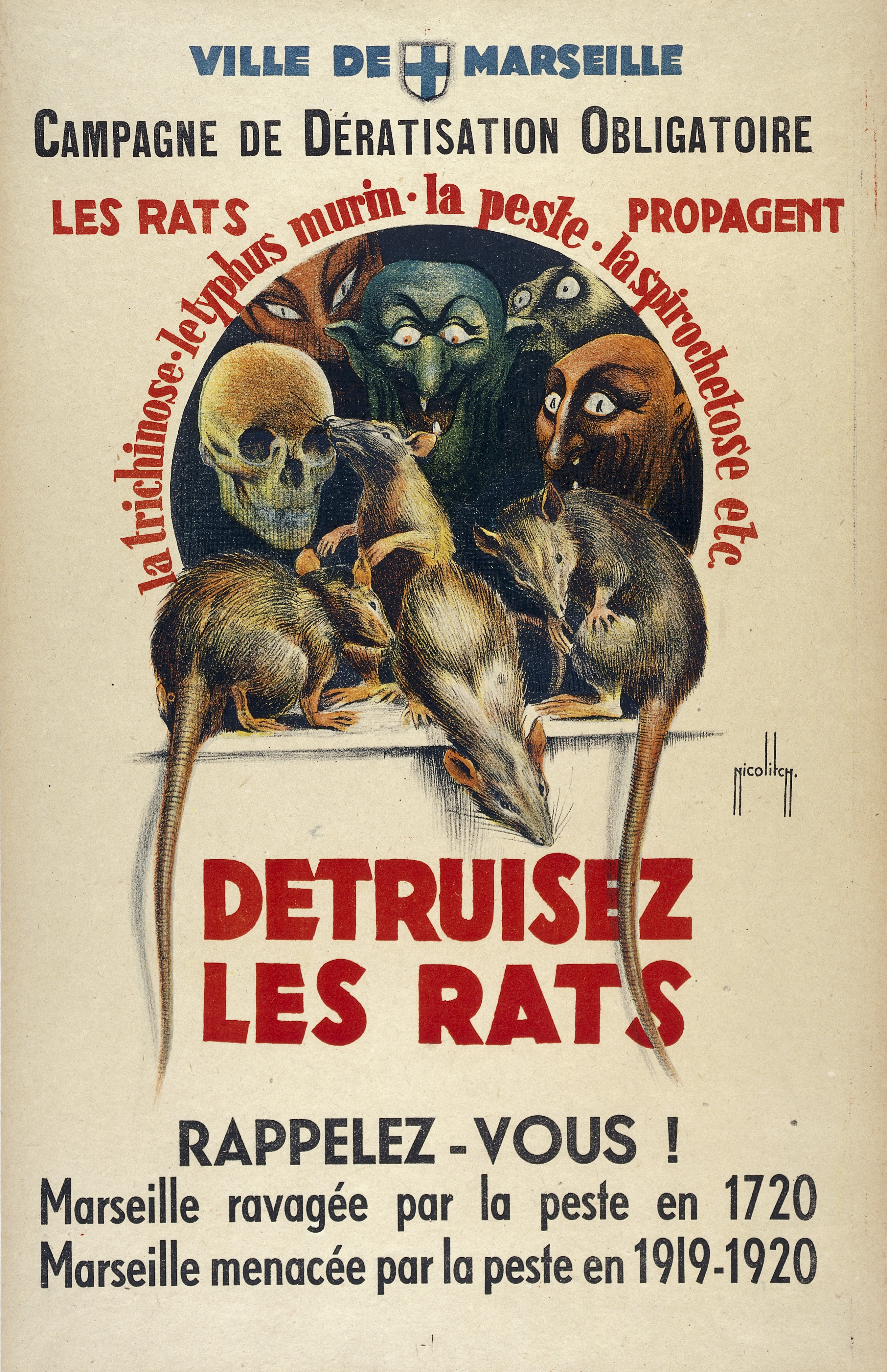
Chuột thường gắn liền với quái vật

- The Killer Shrews (1959) tạm dịch là Chuột chù sát nhân tập trung vào những con chuột chù khổng lồ dữ tợn, và nạn nhân mà chúng nhắm vào không ai khác ngoài một nhóm bạn ngẫu nhiên bị mắc kẹt trên hòn đảo hoang nơi chúng sinh sống, hòn đảo hoàn toàn bị cô lập, những người dân phải tìm cách trốn thoát, cũng như chiến đấu chống lại bầy chuột chũi bị đột biến.
- Willard (1971) và được tái bản năm 2003 kể về anh chàng kì quặc Willard Stiles có sở thích nuôi dưỡng chuột như thú cưng, và thường xuyên bị những người xung quanh trêu chọc và bắt nạt. Cuối cùng, trong nỗi uất ức, Willard đã điều khiển những người bạn bốn chân của mình đi trả thù từng người một.
- Ben (1972): Là phần tiếp theo của Willard ra mắt năm 1971, Ben kể về mối quan hệ bạn bè giữa một cậu bé và chú chuột già tên Ben. Tưởng rằng đây sẽ là tình bạn thân thiết, thế nhưng Ben lại là tên cầm đầu của một binh đoàn chuột khét tiếng và hung tợn, sẵn sàng gieo rắc nỗi kinh hoàng khắp khu dân cư.
- The Rats Are Coming! The Werewolves Are Here! (1972): Trái với tên nền của phim, thực chất lại nghiêng về phía người sói nhiều hơn, khi xoay quanh gia đình Mooney đều là người sói chỉ biến đổi một lần mỗi tháng vào đêm trăng tròn, ngoại trừ cô con gái út Diana.
- The Food of the Gods (1976): Bộ phim này không chỉ có chuột, mà còn có gà, bọ và ong với kích thước khổng lồ to lớn nhờ ăn vào “món quà từ Thượng Đế”. Dựa trên một phần trong tiểu thuyết The Food of the Gods and How It Came to Earth phim theo chân một nhóm người dẫn truy lùng sự thật và giải cứu dân trên đảo khỏi sự tấn công của bọn thú hung dữ quái ác.
- Deadly Eyes (1982): là tựa phim vừa ghê rợn, vừa buồn cười và cũng rất hấp dẫn, kể về đàn chuột đông đảo có kích thước to bằng những chú chó lũ lượt xâm lăng nhà cửa và thành phố. Chúng sẽ tràn đến khắp nơi, từ rạp phim, trường học, cống ngầm rồi gieo rắc tai họa và khiến nhiều người phải thiệt mạng.
- Of Unknown Origin (1983): là cuộc đấu trí căng thẳng giữa Peter Weller và một thế lực bí ẩn nào đó đang bủa vây lấy căn nhà và gia đình anh để trả lời cho câu hỏi có phải là một loài sinh vật gặm nhâm nguy hiểm khát máu, hay tất cả chỉ có trong trí tưởng tượng của Peter.
- Rats-Night of Terror (1984): Là bộ phim của Ý lấy bối cảnh 225 năm sau nạn diệt chủng hạt nhân 2015. Khủng hoảng xảy ra khi một nhóm người đến ngôi làng bị bỏ hoang để thu thập thức ăn và nhu yếu phẩm, để rồi sau đó bị bao vây bởi một đàn chuột đói khát, sẵn sàng tiêu diệt kẻ ngoại lai để bảo vệ lãnh thổ của mình.
- Graveyard Shift (1990): Lấy cảm hứng từ tiểu thuyết cùng tên của Stephen King, Graveyard Shift sẽ theo chân một nhóm công nhân dưới xưởng may đang bị chuột quấy phá nghiêm trọng, để rồi từ từ nhận ra vẫn còn một điều bí ẩn chết người đang rình rập bên cạnh vô số những con vật gặm nhấm vô hại kia.
- Rodentz (Altered Species) (2001) là một tựa phim kinh dị kinh phí thấp có tính giải trí đáng thưởng thức. Có tên gọi khác là Altered Species, phim kể về nhóm bạn thiếu niên đụng độ bọn chuột đông đảo trở nên hung bạo do tiếp xúc với chất hóa học trước đó. Tuy nhiên, thảm họa vẫn còn ở phía trước và nhóm bạn này phải tìm mọi cách để sống sót và tiêu diệt đến từng con chuột cuối cùng.

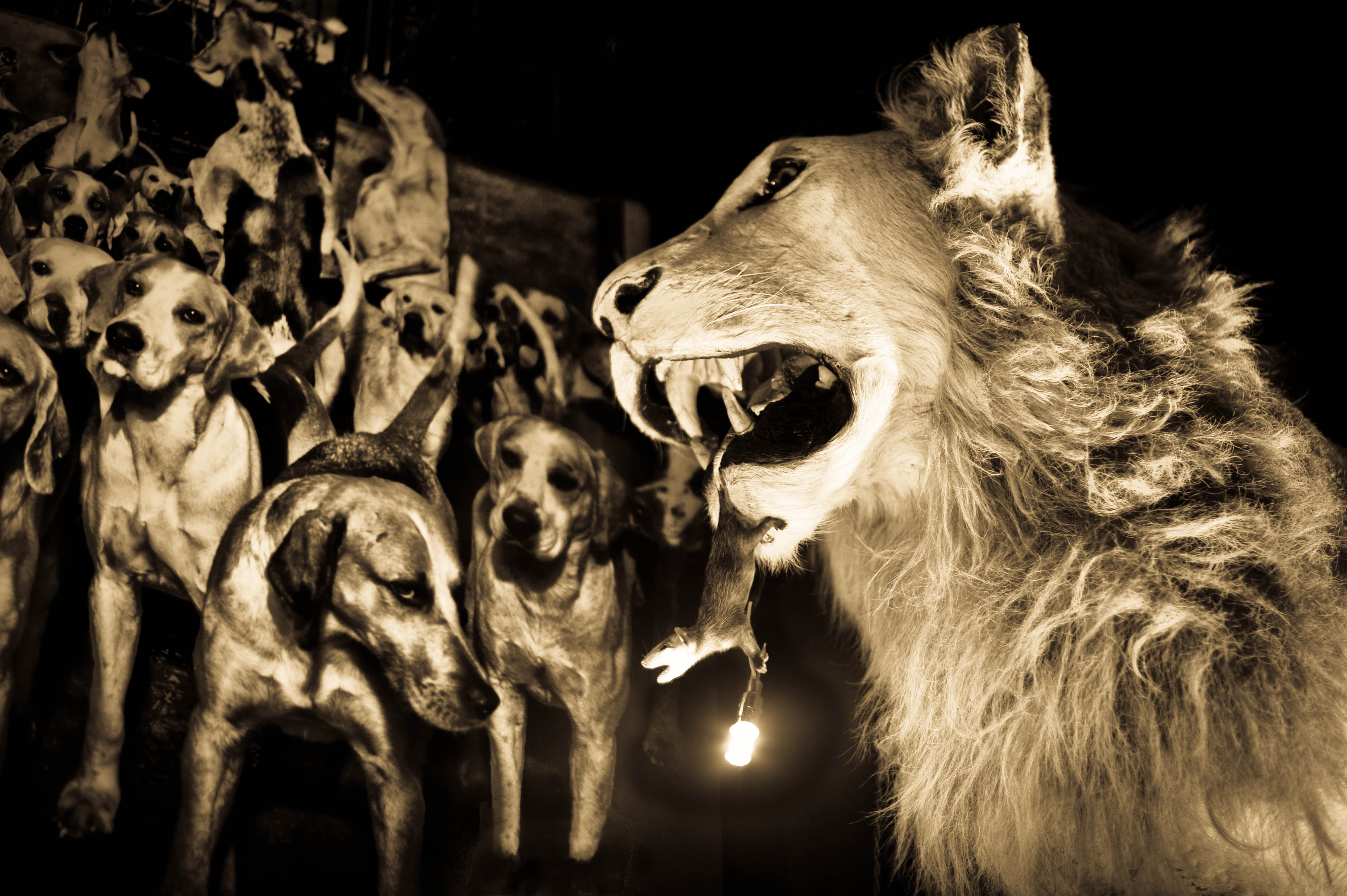
Sư tử bắt chuột

- Rats (2002) tạm dịch: Đại dịch chuột hay Chuột tràn là bộ phim của đạo diễn Mỹ John Lafia, phim kể về sau sự cố khách hàng trong một khu mua sắm bị cắn do một loài chuột lạ, những con chuột có mặt hầu như khắp mọi nơi, gieo rắc bệnh dịch và nỗi kinh hoàng cho cả thành phố. Bộ phim khiến khán giả rùng mình trước bầy quái vật điên loạn với những chiếc răng sắc nhọn và nọc độc chết người
- Chuột đầu bếp (2007): Bộ phim hoạt hình của hãng phim Pixar, đạo diễn Brad Bird, Jan Pinkava đã giành giải Oscar cho phim hoạt hình hay nhất và được bình chọn là một trong 100 phim điện ảnh vĩ đại nhất của thế kỉ 21 theo cuộc bầu chọn của các nhà phê bình quốc tế năm 2016 do BBC tiến hành. Phim kể về câu chuyện của Remy, một chú chuột có biệt tài ngửi mùi, muốn trở thành đầu bếp nhưng đã gặp phải sự ngăn cản từ gia đình và loài người.
- Chuột đào tẩu (2006):  Là một bộ phim hài phiêu lưu hoạt hình ra mắt năm 2006 của đạo diễn David Bowers và Sam Fell. Trong phim, nhân vật chính là Roddy St. James-chú chuột thượng lưu quen với việc được nuông chiều khi sống tại một ngôi nhà khang trang ngay trên mặt tiền phố. Cậu ta thường hay tỏ thái độ khinh khỉnh đối với các chú chuột đồng hay chuột cống hôi hám, nên cộng đồng chuột không ai ưa cậu cả. Một ngày Roddy bị một con chuột cống xả nước xuống nhà vệ sinh và kết bạn với một người nhặt rác tên là Rita để trở về nhà trong khi trốn tránh một con cóc và tay sai của chuột.
- Chuột siêu quậy (1999): Bộ phim kể về câu chuyện gia đình Little, gia đình Little lại để mắt đến một chú chuột bé xíu dễ thương tên là Stuart khi ấy đang đọc cuốn sách Little Women. Chú chuột siêu quậy Stuart Little không ngờ trở thành thành viên chính thức trong gia đình Little. Stuart có một kẻ thù không chịu đội trời chung là chú mèo Snowbell và cả một đám mèo hoang rình rập đe dọa tính mạng của Stuart bé nhỏ.

### Loài gấu

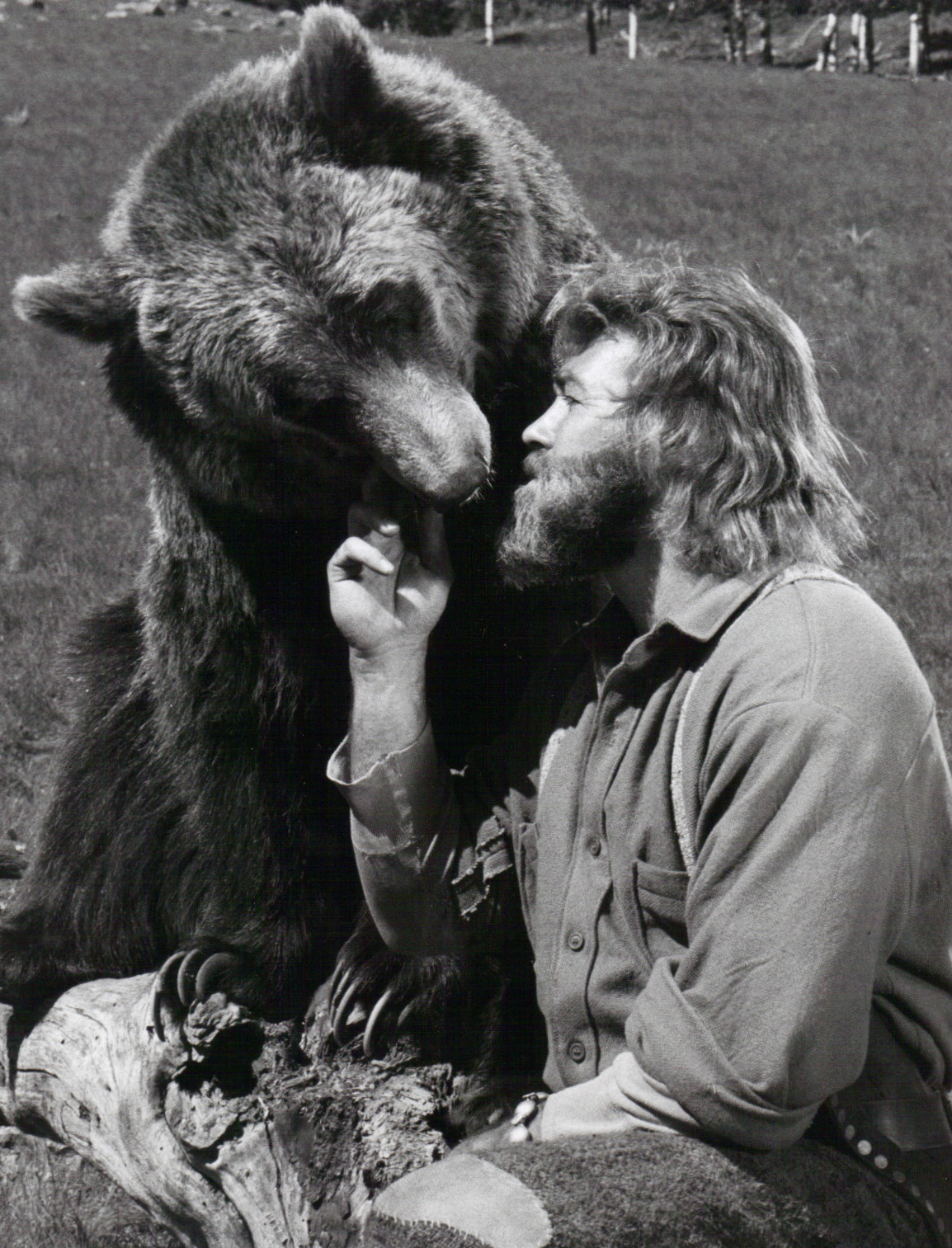
Ngoại cảnh một diễn viên gấu

Gấu có ngoại hình to lớn và dường như là loài động vật được hoá thân vai chính diện và đáng yêu như loạt phim về Winnie the Pooh hay Kung Fu Panda nhưng bên cạnh đó, các bộ phim kinh dị về loài động vật này thật sự khiến người ta phải kinh sợ khi có điểm chung là những màn xé xác đối tượng thành nhiều mảnh hoặc các nhân vật bị gấu tấn công, hành hạ một cách đầy dày vò và thô bạo.
- Prophecy (1979) là bộ phim về quái vật tạo ra từ ô nhiễm nguồn nước khi một nhà máy giấy ở vùng núi Maine đã gây ảnh hưởng nghiêm trọng đến môi trường khi xả chất thải xuống nước, gây ngộ độc cá. Những loài cá chứa độc này đã tạo nên một con gấu biến dạng khổng lồ và khát máu, quái vật gấu khổng lồ có ngoại hình vô cùng đáng sợ do đột biến gen. Dù phim còn nhận nhiều ý kiến về nội dung, diễn biến nhưng thông điệp bảo vệ môi trường được truyền tải rất rõ ràng về những hậu quả của ô nhiễm môi trường như tạo ra quái vật đột biến gen hay thảm hoa diệt vong được lột tả đầy rùng rợn[5].
- The Bear (1988) tạm dịch là "Con gấu" của đạo diễn Pháp Jean-Jacques Annaud, phim có ý tưởng từ cuốn The Grizzly King (Vua gấu xám), một câu chuyện phiêu lưu mạo hiểm của nhà tự nhiên học James Oliver Curwood xuất bản năm 1916. Bộ phim nói về chú gấu mồ côi và một con gấu đực bị con người rượt đuổi hòng lấy bộ da. Trong phim, mỗi con vật đều có tiếng nói và cảm xúc riêng, rất thật. Với 95% là ngoại cảnh, bộ phim quay gần như hoàn toàn tại các vùng của nước Ý và Áo trên dãy Dolomites. Vài cảnh bổ sung cũng được bấm máy trong một vườn bách thú ở Bỉ.

Với kinh phí sản xuất 24 triệu USD, bộ phim đã đạt doanh thu hơn 31,7 triệu USD và được nhiều giải thưởng quốc tế. Tờ Time: “Phim Con gấu chính là một Star Wars (Chiến tranh giữa các vì sao) của thể loại phim về thiên nhiên”. Khi được phát hành tại Mỹ, bộ phim sử dụng một trong những câu nói nổi tiếng của Curwood làm câu khẩu hiệu quảng bá cho bộ phim–“Thú vui lớn nhất không phải là giết chóc mà là để sự sống tồn tại” và bộ phim được tán dương bởi cả Hiệp hội nhân đạo Mỹ và Quỹ động vật hoang dã thế giới.
- Grizzly Man (Bi kịch hoang dã) là bộ phim tài liệu kể về cuộc đời và cái chết của Timothy Treadwell là một người có niềm đam mê mãnh liệt với những chú gấu xám Bắc Mỹ. Bộ phim đi lần theo từng bước chân của ông trong suốt chặng đường dài ông sống và tiếp xúc với loài gấu hung tợn này trước khi bản thân mình và bạn gái bị chính những con gấu giết chết và ăn thịt vào năm 2003.
- Grizzly Rage là một bộ phim kinh dị truyền hình của Canada công chiếu vào năm 2007 do RHI Entertainment sản xuất, được công chiếu lần đầu trên kênh video. Phim được phát sóng tại Hoa Kỳ trên kênh Sci Fi vì được sản xuất theo thỏa thuận với Syfy. Với sự tham gia của 4 diễn viên, bộ phim tập trung vào một nhóm thanh thiếu niên đấu tranh để tồn tại trong một khu rừng bị vây bọc trong khi một con gấu xám giận dữ săn đuổi họ không ngừng để trả thù vì đã giết chết đàn con của nó.

Grizzly Rage phá vỡ khuôn mẫu tiêu chuẩn cho nhiều bộ phim kinh dị của Syfy trong đó con gấu hung thủ là một con gấu xám bình thường chứ không phải là một con vật đột biến hoặc biến đổi gen. Tuy nhiên, chú gấu và các diễn viên không bao giờ xuất hiện cùng nhau trong cùng một khung hình, thay vào đó, một người mặc bộ đồ gấu sẽ đảm nhận vai gấu khi các diễn viên phải diễn cảnh với nó. Các nhà phê bình chỉ trích bộ phim, cho rằng cốt truyện, kịch bản, nhân vật và các hiệu ứng đặc biệt của nó không đạt tiêu chuẩn.
- Grizzly Park (Công viên gấu xám): Một bộ phim kinh dị của Mỹ năm 2008, phim bắt đầu bằng câu chuyện tám thanh niên trẻ cả nam lẫn nữ được cử đến làm dịch vụ cộng đồng tại Grizzly Park (Công viên Gấu), thực chất những người này là kẻ phạm tội đang phải chịu nghĩa vụ cải tạo. Ở Công viên đó, họ không chỉ bị săn đuổi bởi một kẻ giết người hàng loạt vượt ngục truy sát mà còn phải chiến đấu với rất nhiều thú dữ trong rừng, trong đó có một con gấu xám to lớn hay tấn công bất ngờ.
- Into the Grizzly Maze (Mê cung gấu xám) hay còn gọi là Grizzly 2014: Bộ phim nói về hai anh em ở xa nhau họp mặt ở quê nhà thời thơ ấu vùng Alaska để tổ chức chuyến dã ngoại vài ngày. Chuyến đi của họ bị biến thành cuộc đi săn của một con gấu xám khổng lồ hung dữ. Nhóm người này đã lọt vào lãnh địa của con Vua gấu khổng lồ này và phải tìm cách sinh tồn.
- Backcountry (Vùng hẻo lánh) hay còn có tên là Lạc vào rừng sâu năm 2014: Một bộ phim điện ảnh tâm lý do Mỹ sản xuất kể về hành trình tìm đường sống sót của cặp đôi Jenn và Brad sau khi chuyến đi phượt của họ trở thành nỗi ác mộng khi một con gấu đen khổng lồ quyết truy sát cả hai. Phim bắt đầu với cảnh một cặp đôi quyết định đi cắm trại vào ngày nghỉ của mình trong rừng cùng với đó là màn cầu hôn mà anh chàng muốn làm cho người yêu mình bất ngờ trong chuyến cắm trại đầu tiên trong đời của cô ấy, nhưng không ngờ họ lại bị lạc và đã đi vào lãnh thổ của dòng gấu đen hung dữ. Có lẽ mùi nấu nướng thơm phức của món bít tết mà anh bạn trai nướng cho cô gái đã thu hút con gấu này.
- Bear (2010) bộ phim Mỹ công chiếu năm 2010: Bộ phim xoay quanh bốn người trở thành mục tiêu của một con gấu xám cực kỳ hung dữ và phẫn nộ. Khi gặp một con gấu cái, Sam tự mình giải quyết vấn đề và dùng súng lục bắn hạ con gấu. Sau khi con gấu này chết, cả nhóm bị một con gấu đực tấn công họ để trả thù, trong cơn thịnh nộ nó lật ngược chiếc xe nhốt họ bên trong. Sau đó con gấu rời đi cả đoàn quay lại chiếc xe tải nhỏ, nhưng khi họ bắt đầu lái xe nhưng lại bị trục trặc, con gấu tiếp tục săn đuổi.

Nick bắt đầu nghĩ rằng con gấu đang trả thù từng người một do truyền thuyết của người Mỹ bản địa rằng gấu thực sự là linh hồn tái sinh của Shaman và có khả năng suy nghĩ và cảm xúc của con người. Trong tình huống con gấu rình rập và tấn công, khi Nick sắp chết, Sam trao cho Liz một nụ hôn tạm biệt và cố gắng tấn công con gấu bằng một cây gậy, nhưng cũng bị nó giết. Con gấu sau đó tới gần Liz, cô quỳ xuống khi con gấu đánh hơi cô, cô nhắm mắt sẵn sàng chết. Nhưng con gấu tha mạng để cô ấy một mình, có khả năng đã cảm nhận được việc mang thai của cô ấy như truyền thuyết Shaman.
- The Edge (1997) tạm dịch Giới hạn cuộc sống, phim nói về chuyến đi của nhà tỷ phú Charles Morse và cô vợ người mẫu Mickey đến Alaska để chụp ảnh. Cả đoàn chỉ có 4 người là 2 vợ chồng Charles và thợ chụp ảnh Robert Green cùng thư ký của anh ta là Stephen. Mọi chuyện bắt đầu phức tạp khi chiếc máy bay nổ tung trên hồ, cả 4 người bắt đầu phải nghĩ cách sống sót giữa Alaska lạnh giá mù tuyết. Stephen là người bỏ mạng đầu tiên vì một con gấu hoang, sau đó lần lượt nội bộ xích mích khi Charles nghi ngờ Robert định giết mình đề thực hiện chuyện yêu đương của hắn ta với Mickey.
- Người về từ cõi chết (2015) tựa gốc the Revenant, phim có cảnh nhân vật chính (Leonardo DiCaprio trong vai Glass) đã gặp một con gấu mẹ lông xám khổng lồ và đàn con của nó và nó đã tấn công nhân vật chính một cách tàn bạo vùi dập nhưng sau vẫn thoát khỏi.
- Bears (2014)-Tựa Việt: Khám phá cuộc sống nhà gấu: Là bộ phim khoa học, phim tài liệu thứ 8 của Hãng Disney được quay ở Alaska hùng vĩ khi mùa đông kết thúc và những con gấu xuất hiện sau ngủ đông. Khí hậu từ mùa xuân sang mùa hè, gấu nâu phải làm việc chăm chỉ để tìm thức ăn, cuối cùng chúng được ăn thả ga với bầy cá hồi phong phú. Gia đình gấu phải đối đầu với các loài thú ăn thịt khác ví dụ như sói, kẻ luôn hiện diện ở đó.
- Anh em nhà gấu (Brother Bear) là một bộ phim hoạt hình hài phiêu lưu Mỹ vào năm 2003 sản xuất bởi Walt Disney Feature Animation và phát hành bởi Walt Disney Pictures. Đây là phim thứ 44 trong loạt hoạt hình cổ điển Walt Disney.
- Mùa săn (phim 2006): Có hình tượng chú gấu to xác vui nhộn.
- Mùa săn 3 phần tiếp theo của Mùa săn năm 2006
- Paddington (2014) kể về một chú gấu con với một niềm đam mê to lớn về nước Anh, đã một mình chu du đến tận Luân Đôn để tìm cho mình một mái nhà.
- Paddington 2 là phần tiếp theo của Paddington (2014)
- Chú gấu Ted (tựa tiếng Anh: Ted) là một bộ phim hài hước và tâm lý của điện ảnh Mỹ do đạo diễn Seth MacFarlane thực hiện, phim công chiếu vào năm 2012. Ted có sự tham gia của các ngôi sao Mark Wahlberg, Mila Kunis, Seth MacFarlane, Joel McHale và Giovanni Ribisi.
- Ted 2 là một bộ phim hài Mỹ phát hành năm 2015 của biên kịch và đạo diễn Seth MacFarlane. Đây là phần kế tiếp của phim Ted (2012). Phim có sự tham gia của Mark Wahlberg, MacFarlane cùng với Amanda Seyfried, Morgan Freeman.
- Chú gấu Yogi (Yogi Bear): Công viên Jellystone gặp thất bại trong việc kinh doanh nên tay thị trưởng hám lợi quyết định đóng cửa công viên và rao bán khu đất đó nên tất cả động vật ở đây sẽ không còn được hưởng thụ không khí và vẻ đẹp ngoài trời nữa. Yogi và Boo Boo sẽ bị tống ra khỏi ngôi nhà mà họ từng ở. Đối mặt với thử thách lớn nhất trong đời này, Yogi phải chứng minh rằng mình là “một con gấu thông minh hơn những con khác” và chúng gia nhập đội quân của người trông giữ công viên Smith để tìm cách cứu lấy công viên Jellystone khỏi bị đóng cửa vĩnh viễn.
- Siêu chiến binh một bộ phim mới sản xuất của điện ảnh Nga năm 2016 có nhân vật Argus là một nhà khoa học có khả năng hóa gấu, và cái siêu năng lực ấy trở thành điểm nhấn thú vị của bộ phim này bởi hình ảnh một con gấu vác súng máy đi tiêu diệt kẻ ác trên màn ảnh là điều không thường thấy.
- Bác sĩ thú y (phim)
- Bác sĩ thú y 2
- Unratural (2015)
- Bear Country (1953)
- Bears and Bad Men (1918)
- Bears and Man (1978)

### Loài hổ

Áp phích bộ phim Cuộc đời của Pi

- Cậu bé rừng xanh (1942) của Mỹ do Sabu Dastagir vào vai Mowgli, cậu bé đấu tranh với con hổ Shere Khan được mô tả đúng như tiểu thuyết là một con hổ hung ác, và sau này bị Mơgli giết chết trong một trận đánh diễn ra dưới nước.
- Cậu bé rừng xanh (năm 1994) của Mỹ với sự tham gia của ngôi sao Jason Scott Lee vào vai Mowgli thì con hổ Shere Khan được mô tả có khác với tiểu thuyết, trong phim, Shere Khan thực sự là một con hổ thiêng, có nhiệm vụ thực thi Luật của rừng xanh, nó là một con hổ tinh khôn, đóng vai trò là người canh giữa ngôi đền thiêng trong rừng già Ấn Độ và là vị chúa tể của cả Khu rừng này, Shere Khan sẽ vồ những kẻ xấu và vi phạm luật của rừng xanh.
- Tây Du Ký (năm 1986) trong đó có cảnh Đường Tăng hóa hổ trong tập 11 Cầu viện Mỹ Hầu Vương, Ban đầu đoàn làm phim chọn một chú hổ trong Vườn bách thú Tân Hương, sau đó là chọn một chú hổ trong rạp xiếc của Đoàn xiếc Thượng Hải
- Tam Quốc Diễn nghĩa với việc làm nền cho những anh hùng xuất hiện, trong tác phẩm này có kể về một trận đánh của quân Thục với quân Nam Man trong đó, quân Nam Man đã dùng các loài dã thú, rắn rết trong đó có một con hổ để tấn công quân Thục.
- Thủy Hử với hình tượng trứ danh Võ Tòng đã hổ trên đồi Cảnh Dương ngoài ra hổ còn được chiếu qua việc ăn thịt mẹ của Lý Quỳ và ông này đã trả thù bằng cách tìm về hang cọp giết hổ báo thù cho mẹ của mình.
- Coi chừng, có động vật hoang dã trên tàu! (Chuyến tàu chở hổ) là một bộ phim của điện ảnh Nga có tên cũng có miêu tả về loài hổ trong đó chiếu về một đàn hổ được chở trên một chuyến tàu và có một sự cố xảy ra khi một chú khỉ nghịch ngợm đã lấy chìa khóa mở chuồng hổ. Đàn hổ bơi vào một bãi biển và gây kinh hoàng náo động cho những người đang tắm. Trong phim còn có một tiểu cảnh nhỏ mô tả cảnh đánh nhau giữa hổ và sư tử.
- Sab Suea (2002): tiếng Thái: ไพรรีพินาศ ป่ามรณะ; tên tiếng Anh: Tigress of the King River, phụ đề tiếng Việt: Hổ cái rừng thiêng, là một bộ phim Thái Lan công chiếu năm 2002 kể về một cô gái bị chết trong chiến tranh và đầu thai vào một con hổ cái thành tinh, sau này được một nhà sư cảm hóa ác tính.
- Anh em hổ (2004), tựa gốc: Two Brothers/Deux Frères là bộ phim của đạo diễn Jean-Jacques Annaud phim kể về hai anh em hổ là Kumar và Sangha
- Mười vạn năm trước Công nguyên (tựa gốc: 10,000 BC) năm 2008 là bộ phim của Roland Emmerich kể về thời tiền sử trong đó có cảnh về một con hổ răng kiếm được mô phỏng trên hình tượng của con hổ thật.
- Cuộc đời của Pi (2012) gây ấn tượng với hình ảnh con hổ Richard Parker một con hổ Bengal được xây dựng bằng công nghệ đồ họa tân tiến và hiện đại bậc nhất vào thời điểm đó tạo nên hiệu ứng về hình ảnh của con hổ tuyệt đẹp và sống động, Con hổ trong phim phần lớn là do sự sáng tạo kỳ diệu của kỹ thuật số CGI tiên tiến, kỹ thuật này tạo nên một sinh vật sống động như thật dựa trên tư liệu về hình ảnh và vật lý từ bốn chú hổ Bengal[7] và được đánh giá là con hổ được tạo từ các kỹ xảo đồ họa máy tính thật nhất trong lịch sử.[8][8][9][10]
- Sming hay Sming the Hunt Begins (2014), bộ phim kinh dị Thái Lan của đạo diễn Narin Visitsak kể về cuộc chiến với con cọp thành tinh
- Đấu trí núi Uy Hổ (智取威虎山/Trí thủ uy hổ sơn, tựa tiếng Anh: The Taking of Tiger Mountain) năm 2014 là một bộ phim của Trung Quốc và Hồng Kong sản xuất. Trong phim có một trích đoạn về một con hổ tuyết to lớn tấn công người đầy kỹ xảo sống động như thật.
- Hổ chúa (Hangul: 대호; hanja: 大虎; RR: Daeho; có nghĩa là Đại hổ, còn được biết đến với tên tiếng Anh: The Tiger: An Old Hunter's Tale, tạm dịch: Hổ: Một câu chuyện của người thợ săn già) một bộ phim năm 2015 kể về hành trình của người thợ săn chuẩn bị giết con hổ lớn cuối cùng của Joseon một con hổ rất lớn, hung dữ và tinh khôn, là Chúa sơn lâm (Sangoon) của vùng núi Jiri.
- Cậu bé rừng xanh (phim 2016) (tựa gốc: The Jungle Book-tiếng Việt: Quyển sách rừng xanh) là bộ phim phiêu lưu kỳ ảo của Mỹ, phim kể về hành trình Cậu bé Mowgli (Neel Sethi) phải chống chọi với con hổ hung ác là Shere Khan.
- Cậu bé rừng xanh Mowgli, 2018: Phim khắc họa về con hổ Shere Khan hung ác, nham hiểm.
- Tây du ký 2: Tôn Ngộ Không ba lần đánh Bạch Cốt Tinh (2016): Có trích đoạn về một con hổ trắng rất lớn cố ăn thịt con ngựa trắng của Tam Tạng và sau bị Ngộ Không giết để lấy da làm áo quần.
- Săn lùng báu vật cổ tựa gốc tiếng Anh: Blood, Sand and Gold (2017), một bộ phim hành động của đạo diễn Gaelan Connell được trình chiếu năm 2017, trong phim có chiếu về một con hổ khoang vàng thuộc sở hữu của một đại gia Ả rập giàu có, theo thời thoại của phim này thì trên thế giới chỉ còn khoảng 20 cá thể hổ khoang vàng. Việc sở hữu con hổ này thể hiện độ giàu sang của các bậc vương giả.
- Maneater (2007) kể về một tai nạn xe vô tình làm xổng một con hổ vào rừng, và như hổ về rừng, nó đã gây ra những vụ án mạng

### Báo đốm
- Hiểm họa rừng chết: Có nhắc đến con báo đốm như là sinh vật nguy hiểm nhất của rừng rậm, báo đốm được Karl Ruchprederer kể là loài thích săn khỉ, ở đâu có khỉ thì ở đó sẽ có báo đốm và sẽ tấn công con người vì trong mắt chúng, con người cũng chỉ là những con khỉ to xác ngu ngốc. Khi nhân vật chính Yossi Ghinsberg bị lạc trong rừng, vào lúc nữa đêm mưa lâm thâm, một con báo đốm rình rập trong bụi rậm chuẩn bị mò tới để tấn công, trong cơn hiểm họa, Yossi Ghinsberg đã dọa con báo bằng bật lửa và bình xịt ga khiến nó hoảng sợ chạy mất.
- Jumanji: Trò chơi kỳ ảo: Trong một bối cảnh rừng ở châu Phi nhưng có xuất hiện một đàn báo đốm dữ tợn để canh đường lên ngọn núi Mắt báo đốm, đàn báo đốm này rất hung dữ, tường lấy đi một mạng của nhân vật chính và đuổi theo nhân vật chính, sau này chúng bị một con voi châu Phi tấn công và bỏ chạy tan tác.
- Apocalypto có cảnh một con báo đen mẹ đuổi theo nhân vật chính (cũng có tên là vuốt báo - Jaguar Paw) vì đã trèo lên gần tổ của nó, con báo này đã vồ nhầm một kẻ đuổi theo Jaguar Paw và giết người này bằng cú căn và day mạnh vào đầu, con báo mẹ này cũng đã bị giết bởi nhóm người săn lùng.
- Thành phố vàng đã mất (phim): Trong cảnh nhà thám hiểm lần đầu vào rừng có một con báo đốm đen đang bảo vệ một địa điểm nơi vào của Thành phố vàng.
- Primal (2019) - Quái vật nguyên sinh: Phim kể về Frank Walsh là một thợ săn cừ khôi chuyên săn những loài quý hiếm và nguy hiểm. Anh ta mới đây đã bắt được một con báo đốm trắng cực kỳ quý hiếm trong các khu rừng nhiệt đới ở Brazil nhưng trợ lý của anh ta từ chối giúp anh ta di chuyển con vật vì niềm mê tín ở địa phương họ cho nó là El gato fantasma có nghĩa là một con mèo ma hay một con quỷ trắng, nó là bóng ma trong rừng chuyên săn đàn ông, đàn bà, trẻ em và ăn thịt họ. Hiện anh ta dự tính sẽ bán nó cho một sở thú để lấy tiền. Frank đặt hàng nó cho một chuyến tàu và chứa nó trong một cái container để chuyển con báo đốm cùng với các động vật khác đến Hoa Kỳ. Và trên đường thì xảy ra sự cố. Tên tội phạm đã phóng thích tất cả các con thú và chuyến tàu trở thành một nơi nguy hiểm, cuộc săn bắt đầu. Con báo đốm màu trắng là con vật nguy hiểm nhất, vì có màu trắng nên nó trông giống với một con báo tuyết hơn.

### Báo săn
- Chú báo Duma (năm 2005) phim kể về hành trình của một cậu bé đưa chúa báo săn mồ côi nay đã trưởng thành có tên Duma về lại với môi trường tự nhiên ở vùng Nam Phi.

### Loài sói
- Alpha: Người thủ lĩnh: Kể về một con sói làm bạn với người và là thủy tổ của chó nhà
- Khiêu vũ với bầy sói
- The Wolf of Wall Street (tạm dịch: Con sói phố Wall)[11]
- Hồn sói 4
- Hồn sói 6
- Loạt phim: Hừng đông, Chạng vạng, Trăng non.
- Totem sói (2014): Phim chuyển thể từ tiểu thuyết cùng tên.
- The Grey (tựa Việt: Bản năng sinh tồn)
- Người sói khát máu (Howlers, 2018)
- Daughter of the Wolf: Một bộ phim hành động của Canada với sự diễn xuất của Gina Carano, trong phim có xuất hiện một con sói đen.
- Day of the Animals (1977): Lấy cảm hứng từ chính The Birds và Jaws, đạo diễn William Girdler tạo ra một cuộc phiêu lưu kỳ lạ cùng dàn diễn viên tên tuổi. Khi tầng ozone bị suy giảm nghiêm trọng, nhiều loài động vật trong một khu rừng rậm như sư tử, hổ, ngựa vằn, sói. trở nên hiếu sát, truy đuổi nhóm nhân vật chính. Theo đó, Day of the Animals muốn kêu gọi ý thức bảo vệ môi trường từ phía con người.
- Wolftown: kể về nhóm bạn bốn người, ba nam một nữ đi du lịch dừng lại một thị trấn thì bị hai con sói tấn công phải cố thủ trong một ngôi nhà.
- The Hunter năm 2011 kể về việc tập đoàn bóng tối ("Red Leaf") cử một lính đánh thuê Martin David (Dafoe đóng) đến Tasmania để truy lùng loài hổ Tasmania, một loài động vật được cho là đã tuyệt chủng có mã di truyền giữ bí mật về một loại vũ khí nguy hiểm. Sau nhiều diễn biến, phân cảnh cuối cùng là khi Martin đi vào bụi rậm tìm con hổ Tasmania và chấm dứt sự truy đuổi của Red Leaf. Cuối cùng anh ta cũng tìm thấy sinh vật này và miễn cưỡng bắn nó, sau đó tiến hành hỏa táng nó để xóa bỏ mọi dấu vết về sự tồn tại của nó. Martin quay trở lại thị trấn và gọi cho Red Leaf, thông báo rằng những gì họ đang tìm kiếm đã "ra đi mãi mãi".

### Linh trưởng
- Monkey Shines (1988) của đạo diễn George A. Romero xoay quanh một con khỉ tàn ác. Allan là một động viên kém may mắn khi gặp chấn thương liệt bán thân. Anh được người bạn gửi cho cô khỉ Ella để nguôi ngoai nỗi buồn. Trải qua một thời gian thân thiết, Ella sát hại bất cứ kẻ nào thất lễ hay có ý định tán tỉnh ông chủ. Thành công của Monkey Shines chủ yếu đến từ cô khỉ capuchin có tên Boo, nhân vật khiến người xem khiếp đảm với những điều mà nó dám làm[1].
- Zoombies (2016): Một bộ phim do đạo diễn Glenn R. Miller, phim kể về một vườn thú ở Mỹ trong đó các con vật bị nhiễm một loại virus (do một con khỉ mũ lây lan) từ đó trở thành những xác sống và tấn công con người. Động vật đáng chú ý trong phim là một con khỉ đột (Cross River gorilla).
- Primal Rage - The Legend of Konga (2018): Lạc sâu trong khu rừng ở Tây Bắc Thái Bình Dương, Ashley và Max Carr bị rình rập bởi một sinh vật đáng sợ có thể là Bigfoot. Chẳng bao lâu sau, họ thấy mình bị cuốn vào một vùng đất kỳ lạ của thần thoại và huyền thoại người Mỹ bản địa trở thành sự thật. Cố gắng sống sót trong vô vọng, cùng với một số ít người dân địa phương khó chịu, họ phải chiến đấu chống lại con quái vật này trong một trận chiến sinh tử tuyệt vọng.
- King Kong (phim 2005)
- Kong: Đảo đầu lâu (2017)
- Quái thú (phim 2014) (Animal 2014)
- Throwback (2013): Hai thợ săn kho báu, một kiểm lâm viên và một cựu cảnh sát không mảnh vải che thân đang chạm trán một con Yowie, một loài Bigfoot Úc ở sâu trong rừng rậm của Far North Queensland. Trong phim có hình ảnh một người đội nón lá kiểu Việt Nam.

### Lợn rừng
- Razorback (1984) là bộ phim của Australia trong thập niên 1980 là bộ phim xoay quanh một con lợn rừng hung dữ. Nó sát hại một đứa bé, một phóng viên truyền hình người Mỹ và khiến nhiều người phải chịu tội oan. Chỉ khi chồng của nữ phóng viên xấu số điều tra sự việc, mọi người mới biết đến sự tồn tại của con quái vật và quyết tâm đối diện với nó, dù vậy Razorback vẫn thiên về đề tài tâm lý điều tra.
- Ác thú (tựa gốc: Boar): Phim kinh dị kể về cuộc tàn sát đẫm máu của hung thần heo rừng với ngoại hình to lớn nhưng sở hữu sự nhanh nhẹn, tốc độ đáng kinh ngạc, rắn rỏi và linh hoạt, bộ da nó dày cả tấc, bộ lông nhớp nháp bùn dơ lúc nào cũng rỉ máu, dàn móng cứng như bàn thạch dễ dàng nghiền nát sọ kẻ thù, hàm răng mang sức nghiền khủng bố với đôi nanh dài gần 1 mét như đôi gươm đâm xuyên những đối thủ khổng lồ nhất.
- Chaw - Heo ăn thịt người hay Hiểm họa vùng Sameri (tiếng Hàn: 차우, tiếng Anh: Chawz): Là bộ phim kinh dị Hàn Quốc lấy bối cảnh từ một thị trấn nhỏ Sameri ở núi Chiri nơi xa vắng, cách biệt với đô thị. Sự yên bình ở thị trấn miền núi này đã bị xâm phạm khi những xác người liên tục được những nhà sinh thái học đang nghiên cứu động vật hoang dã ở đây tìm thấy. Để bắt sinh vật bí ẩn này, một đội đặc nhiệm đã được thành lập để chiến đấu với con thú sát thủ khổng lồ bắt đầu lên núi để đối mặt với kẻ thù. Phim có cảnh truy đuổi nghẹt thở của một con lợn rừng khổng lồ đuổi theo hai nhân vật chính để cứu con lợn con của nó.

### Loài dơi
Dơi là sinh vật có khả năng ngủ treo người và khả năng định vị bằng sóng siêu âm. Lấy hình tượng từ loài vật này, các bộ phim kinh dị về loài dơi đầy đáng sợ khi hóa chúng những con dơi khổng lồ khao khát máu người và vô cùng dữ tợn để hấp dẫn người xem. Dơi là loài động vật mang nhiều tính hình tượng khác nhau. Batman là một ví dụ về người hùng đại diện cho công lý trong bóng đêm, thì loài dơi trong Nightwing (1979) và Flying Monkey (2013) lại là ác thú ăn thịt, hút máu người và tự động nhân bản nếu bị bắt chết. Tạo hình khỉ dơi là một trong những tạo hình kinh dị ám ảnh nhất về dã thú ăn thịt người, nhất là phim kinh dị kinh điển Nightwing.
- Nightwing (1979): Phim nói về một vùng thuộc địa của những con dơi ma cà rồng ở một cộng đồng nhỏ người Ấn Độ ở New Mexico. Nhiều điều bí ẩn được vén màn khi người ta phát hiện ra có một thế lực siêu nhiên đang điều khiển những con dơi hung tợn này.
- Vampire Bats: Phim kể về Giáo sư chuyên về côn trùng học Maddy Rierdon bắt đầu tỏ ra nghi ngờ khi một sinh viên bị chết, khắp người rỉ ra máu và đầy những vết chích bí ẩn. Maddy đã mở cuộc điều tra và phát hiện ra một đàn dơi quỷ hút máu người và cô cố gắng ngăn chặn chúng không hại chết thêm ai khác nữa.
- Bats: Human Harvest (2007): là phim điện ảnh kinh dị của Mỹ năm 2007, do Jamie Dixon đạo diễn, được sản xuất bởi Silver Nitrate Pictures và được phát sóng vào ngày 10 tháng 11 năm 2007. Phim kể về cuộc chiến sinh tồn của lực lượng Delta gồm các binh lính tinh nhuệ, cùng với một điệp viên CIA, khi bị cử tới khu rừng chứa đầy những con dơi ăn thịt người. Một nhóm các thành viên của Lực lượng Delta, cùng với điệp viên CIA Katya Zemanova, người được sinh tại Nga, được cử tới rừng Belzan ở Chechnya để tìm kiếm một nhà nghiên cứu vũ khí người Mỹ, tiến sĩ Benton Walsh. Khi họ tìm kiếm đến cơ sở nghiên cứu của Walsh, họ bị những con dơi ăn thịt đột biến gen tấn công. Những người sống sót cố gắng tiếp cận trực thăng để chạy thoát, nhưng lại bị nhiều thế lực ngăn cản, bao gồm cả phiến quân Chechnya.

## Loài chim
Chim là loài động vật đặc biệt và hay xuất hiện trên màn ảnh rộng. Một số loài chim còn có thể đặc trưng đại diện cho cả một bộ phim như hình tượng Húng Nhại trong The Hunger Games hay tổ tiên của chúng là loài thằn lằn sấm, hình ảnh đặc trưng cho dòng phim Jurrasic Park. 
- The Birds (1963) hay còn có tên gọi Bầy chim điên loạn, là bộ phim kinh điển của đạo diễn Alfred Hitchcock, phim diễn tả những sinh vật tưởng chừng vô hại như loài chim cũng biến thành nỗi ám ảnh cho con người. The Birds mang lại cảm giác rùng rợn khi từng bầy chim cứ thế liên tục tấn công các nhân vật trong phim, kèm theo đó là hiệu ứng kỹ xảo tân tiến tại thời điểm thập niên 1960 khiến đây trở thành một trong những bộ phim đáng nhớ nhất sự nghiệp Hitchcock.
- Polish Legends: Operacja Bazyliszek là  một bộ phim kinh dị năm 2016 về sinh vật huyền thoại tử xà Basilisk với tạo hình nhân vật kinh dị gây sợ hãi về sinh vật này.
- Bird Box (Lồng chim) phát hành vào năm 2018, phim kể về cảnh loài người đang phải bịt mắt để tránh việc nhìn vào những con quái vật khiến họ phải điên loạn[12]
- Angry Birds (2016) là bộ phim cùng tên ra mắt vào năm 2016. Phim theo chân cuộc chiến giữa loài heo và chim do Red cầm đầu, đó là chú chim đỏ rực với khuôn mặt luôn cau có rất dễ thương.
- Paulie (1998) tập trung vào những bộ phim hài với nhân vật chính là những con vật dễ thương, trong số đó có chú vẹt Paulie là một chú vẹt biết nói và vô cùng thông minh, chú là món quà của người bố tặng cho đứa con gái bị nói lắp của mình.
- Rio (2011): Phim có nhân vật chính là chú vẹt Blue, một chú vẹt xanh cực kỳ quý hiếm được nuôi dưỡng trong trại bảo tồn động vật và gần như không được tiếp xúc với bên ngoài đến nỗi chú không thể biết bay như những bạn đồng loại.
- Happy Feet (2006) những chú chim cánh cụt đều biết hát để quyến rũ bạn tình. Nhưng chú chim cánh cụt Mumble, con trai của Vua cánh cụt lại không thể cất lên tiếng hát, nhưng đôi chân của chú lại có thể thực hiện những điệu nhảy rất điêu luyện. Với đôi chân bé tí của mình, Mumble đã trải qua nhiều cuộc phiêu lưu khác nhau và mang đến cho khán giả nhiều màn nhảy múa ấn tượng.
- Biệt đội cánh cụt vùng Madagascar (tựa gốc: Penguins of Madagasca, 2014): Phim về bộ tứ cánh cụt của xứ Madagascar xuất thân ban đầu chỉ là một tuyến nhân vật phụ nhằm tạo tiếng cười cho loạt phim Madagascar nhưng fan hâm mộ của các chú còn đông hơn cả bộ tứ chính của phim nên nhà sản xuất đã ưu ái dành riêng một bộ phim riêng cho biệt đội cánh cụt này.
- The Hobbit và The Lord of The Rings với nhân vật Lãnh chúa đại bàng Gwaihir có rất nhiều cảnh phim xuất hiện đại bàng như trận chiến năm đạo binh hay bầy đại bàng giải cứu Frodo và Sam sau khi tiêu diệt chiếc nhẫn quyền lực người lãnh đạo của đội quân trên không ấy, tất cả đều được điều khiển dưới sự chỉ huy của Gwaihir.
- Legend Of The Guardians: The Owls Of Ga'hoole (2010): Kể một chuyến phiêu lưu đầy cam go và thử thách trên con đường đi tìm kiếm những vị hộ vệ trong truyền thuyết của loài cú nhằm ngăn chặn chiến tranh với tộc cú thuần chủng hung ác. Chú cú Soren cũng như tất cả con cú khác trong phim đều có tạo hình rất đẹp mắt, kết hợp thêm những bộ giáp ấn tượng
- Harry Potter (2001- 2011): Chú cú tuyết Hedwig là một biểu tượng vô cùng đặc biệt. Hedwig là người bạn thân thiết đầu tiên của Harry trong suốt 11 năm sinh sống cùng gia đình Durley.

## Bò sát

### Cá sấu
Ở vùng nước cạn, cá sấu trở thành ông vua săn mồi và là quái vật đầm lầy. Một con cá sấu có thể dễ dàng quật ngã những loài động vật to lớn hơn mình rất nhiều. Loài bò sát ăn thịt này dần tìm được một vị trí riêng của mình trong phim ảnh với một loạt các tựa phim như: Alligator (1980), Lake Placid (1999), Rogue (2007) và Primeval (2007). Không giống như những quái vật kinh dị, sở hữu sức mạnh giả tưởng, cá sấu là kẻ săn mồi hung tợn, nguy hiểm hiện diện ngay đời thực và đã có không ít phim kinh dị lấy nó làm trung tâm của nỗi khiếp sợ:

Địa đạo cá sấu tử thần (Crawl, 2019)

Phim Cá sấu ăn thịt người (Rogue, 2017)

- Alligator (1980): Cốt truyện phim khởi nguồn từ truyền thuyết đô thị rằng các bậc phụ huynh đã vứt những con cá sấu cảnh của bọn trẻ xuống bồn cầu nhà vệ sinh. Đám cá sầu này sống chui lủi dưới cống ngầm thành phố. Nhờ ăn xác chết chó do một công ty dược phẩm làm thí nghiệm, lũ cá sấu bị biến đổi hooc môn, trở nên khổng lồ đáng sợ, nó phải thoát khỏi nơi trú ẩn chật chội để ngoi lên mặt đất, bắt đầu những cuộc tấn công cuồng nộ khắp thành phố[13]. Sự tấn công của quái vật cá sấu như một lời nhắc nhở, cảnh tỉnh về ý thức giữ gìn môi trường sống, những hành động thí nghiệm, sử dụng hoá chất độc hại bừa bãi lên động vật sẽ dẫn đến hậu quả khôn lường[5].
- Cá sấu ăn thit người 2 hay Cá sấu chúa 2 - (Alligator II: The Mutation năm 1991), phim có nội dung cuộc truy tìm một con cá sấu mõm ngắn sống trong cống nước của một thành phố, cống nước này thông với hồ nước ở công viên Regent. Một tập đoàn sản xuất hóa chất đã xả thải các chất hóa học của họ xuống cống nước và làm cho con cá sấu này to lớn dị thường. Nó đã tấn công và giết những người ăn mày cư ngụ trong cống.

Thanh tra David Hodges, một cán bộ cương trực, có trách nhiệm trong công tác luôn quan tâm và theo dấu con cá sấu mà lúc đầu anh nghi ngờ là một con quái vật vì những vết căn khủng khiếp của nó, được sự giúp đỡ của vợ anh là một nhà động vật học, cùng một nhóm người, anh đã truy tìm được con quái vật. Những kẻ thủ ác ám lợi của công ty hóa chất đã bị con cá sấu giết chết. Con cá sấu cuối cùng bị tiêu diệt trong đường cống ngầm bằng một phát rốc-két trước khi nó thoát về với tự nhiên.
- Đầm cá sấu - (Alligator Alley) năm 2013, bộ phim kể về cuộc chiến khốc liệt giữa cư dân vùng đầm lầy ở Luoisiana với những con cá sấu vốn là một trong những loài quái vật đáng sợ nhất của tự nhiên. Do biến đổi khí hậu, chúng trở nên hung tợn và bắt đầu tấn công con người.
- Cá sấu sát thủ - (The Hatching, 2016) là một bộ phim kinh dị của điện ảnh Anh Quốc, phim có bối cảnh về một thị trấn xinh đẹp của nước Anh, trong đó một cá nhân nuôi những con cá sấu sông Nile và sau đó là những con cá sấu này được nuôi nấng bởi những kẻ biến thái chuyên giết người để lấy thịt cho chúng ăn gồm ông chú của nhân vật chính và gã hàng thịt bị bệnh tâm thần.
- Lake Placid - (Hồ tĩnh lặng hay Cá sấu khổng lồ) là loạt phim về cá sấu khổng lồ, bắt đầu từ bộ phim Lake Placid (1999) kể về những con cá sấu khổng lồ ban đầu được nuôi dưỡng trong hồ từ một bà già có phần hơi quái đản. Chuyện phim xoay quanh con cá sấu khổng lồ tìm đường đến gần một khu hồ ngoại ô tiểu bang Maine và yếu tố hài hước có được là nhờ diễn xuất của Betty White trong vai bà góa phụ xấu miệng, người đối xử với cá sấu như thú cưng của mình.

Bộ phim đầu tiên được trình chiếu năm 1999, tiếp theo là Lake Placid 2 (2007), Lake Placid 3 (2010) và Lake Placid: The Final Chapter (2012) rồi Lake Placid vs. Anaconda (2015) hay còn có tựa Thị trấn kinh hoàng hoặc tựa Cá sấu đại chiến trăn khổng lồ kể về một con cá sấu khổng lồ và một con trăn khổng lồ đi săn những người dân trong trấn để làm thức ăn rồi đánh lẫn nhau. Một cảnh sát trưởng vì muốn bảo vệ thị trấn của mình đã phải tìm cách tiêu diệt hai con quái vật trước khi chúng giết toàn bộ người dân trong thị trấn.
- Black Water – Đầm lầy tử thần (2007): Dựa trên một câu chuyện có thật, Black Water theo chân nhóm người tới câu cá ở khu vực cấm và vô tình phải đối mặt với loài cá sấu khổng lồ. Điểm nhấn của bộ phim là việc xây dựng nên hình ảnh những con cá sấu săn mồi kiên nhẫn trong lúc vờn mồi, nhưng cũng đầy dữ dội khi trồi lên khỏi mặt nước với bộ hàm sắc nhọn.

Lấy bối cảnh từ vùng đầm lầy phía Bắc nước Úc hoang dã, bộ ba nhân vật chính trong Black Water đi câu cá và không may bị tấn công từ một con quái vật không ngờ tới. Treo mình giữa những cành cây và đầm lầy, họ phải tìm cách sống sót trước con cá sấu săn mồi khổng lồ nằm ẩn mình tại đây. Điểm độc đáo xong cũng rùng mình nhất ở bộ phim chính là việc sử dụng một con cá sấu thật, mang đến cảm giác kinh dị và nguy hiểm thực sự cho cả đoàn làm phim lẫn người xem.
- Rogue - (Sấu độc hoặc Cá sấu sát thủ), mác phim chính thức của Rogue là How Fast Can You Swim? (dịch sang tiếng Việt: Bạn có thể bơi nhanh như thế nào? Hay là bơi đâu cho thoát) dựa theo một câu chuyện có thật của con cá sấu tên Sweetheart-một con cá sấu dài 5,1m ở Úc chuyên tấn công các thuyền đánh cá vào những năm 1970. Cuộc chiến sống còn của đoàn người đã mang đến những cảnh quay nghẹt thở và gay cấn.

Phim kể về những du khách đi vào lãnh thổ của một con cá sấu khổng lồ hung tợn, chuyên giết người ăn thịt, trước kia nó đã từng ăn thịt rất nhiều người và trâu bò của ngôi làng gần đó, nó đã chọc thủng đáy thuyền của những du khách nhằm mục đích không cho họ về mà phải ở lại làm bữa ăn tối của nó. Trong chuyến tham quan trên sông tại Công viên Quốc gia miền Bắc nước Úc, phóng viên người Mỹ cùng đoàn du khách đã tò mò đi vào một vùng bí hiểm chưa được khám phá. Tại đây, họ bị mắc kẹt trong vùng đầm lầy là hang ổ của một con cá sấu khát máu.

Trở về Eden

- Primeval (2007) là bộ phim kinh dị dựa trên đề tài về con cá sấu ăn thịt người hàng loạt ở Burundi có tên là Gustave. Một con cá sấu tên Gustave được mệnh danh là kẻ giết người hàng loạt nổi tiếng nhất trong lịch sử với “thành tích” hơn 300 nạn nhân, trở thành nỗi kinh hoàng cho người dân đất nước này. Con quái vật nặng 1 tấn, dài 6m được sinh ra từ những bí ẩn man rợ, chờ đợi những phóng viên người Mỹ tới để tìm ra chân tướng sự việc. Chẳng phải ngẫu nhiên mà cá sấu trở nên hung dữ và đáng sợ đến vậy. Nguyên do của sự tàn bạo ấy bắt nguồn từ việc rất nhiều xác trong cuộc nội chiến đã bị quăng xuống đầm lầy nơi nó sinh sống, khiến Gustave thèm khát thịt người hơn hẳn những con cá sấu bình thường.
- Trở về Eden (phim truyền hình nổi tiếng của Úc) có một cảnh cá sấu tấn công nữ nạn nhân do một nữ nhân vật độc địa đã thả một con cá sấu vào hồ bơi để tấn công tình địch của mình. Nữ chính là Stephany Harper được thừa hưởng cùng với gia tài khổng lồ của người cha là nơi cô muốn xây dựng một thiên đường thực sự với người chồng mà cô yêu say đắm là Greg Marsdan. Nhưng cũng chính ở Eden, trong tuần trăng mật, khi đã nằm trong hàm cá sấu, cô mới nhìn thấy bộ mặt thật của chồng và người bạn gái thân thiết nhất là Jilly, họ đã đồng lõa và thản nhiên nhìn cô giãy giụa, với bộ mặt bị cá sấu cắn nát và một trái tim còn tan nát hơn thế, sau dó, Stephany đã trở lại với Eden để phục thù.
- Cá sấu triệu đô – tựa gốc: Million Dollar Crocodile (2012): Một bộ phim của điện ảnh Hoa Ngữ. Phim là sự pha trộn giữa hài hước và hành động - cùng câu chuyện về con cá sấu khổng lồ nặng 2 tấn, dài 8 mét có tên là A Mao đã chạy thoát khỏi bàn tay những thợ săn cá sấu rồi nuốt trôi chiếc túi xách đựng triệu đô của Ôn Yến. Cô nàng đanh đá họ Ôn không cam lòng nên đã thuê người tìm cách bắt giết A Mao để moi lại tiền. Từ đó, dẫn đến cuộc phiêu lưu đầy hiểm nguy nhưng cũng không kém phần hài hước.
- Địa đạo cá sấu tử thần (tựa gốc: Crawl) công chiếu vào năm 2019, phim xoay quanh việc cố gắng sinh tồn của hai cha con Dave và Haley trước bầy cá sấu hung tợn giữa cơn bão dữ. Haley là một vận động viên bơi lội cừ khôi, khi cơn bão cấp 5 tấn công Florida, cô đã phải bỏ qua lệnh sơ tán để quay về nhà tìm kiếm cha mình là Dave. Bắt gặp Dave đang kẹt dưới tầng hầm của ngôi nhà, Haley cố gắng cứu ông lên mà không biết rằng xung quanh căn hầm là một bầy cá sấu hung dữ. Bên ngoài thì cơn bão đang mạnh dần, bên dưới căn hầm nước đang dâng cao, hai cha con Haley không chỉ cố gắng sống sót giữa bầy cá sấu mà họ còn phải giữ vững tâm lý và sự tỉnh táo[14].

### Trăn, rắn
Không có hàm răng sắt nhọn đếu ngấu nghiến máu me, loài bò sát không chân như trăn và rắn cũng từng có các màn xuất hiện đáng nhớ trên màn ảnh rộng. 
- Anaconda (1997): Một nhóm quay phim tài liệu của NatGeo đặt chân tới vùng rừng rậm Amazon để tìm kiếm bộ lạc Shirashama. Nhưng tay thợ săn Paul Serone người Paraguay đẩy tất cả vào cuộc săn bắt con trăn khổng lồ huyền thoại sinh sống ở vùng sông nước Amazon, mọi chuyện lại diễn tiến theo chiều hướng ngược lại, tức loài người trở thành mồi cho con trăn. Anaconda 1997 có sự tham gia của Jennifer Lopez, Ice Cube, Jon Voight, dù không được giới phê bình đánh giá cao, phim vẫn có doanh thu khá tốt và kéo theo nhiều tập phim ăn theo.
- Venom (1981), khán giả chứng kiến cuộc đấu trí căng thẳng giữa cảnh sát, khủng bố và con rắn Mamba đen cực độc
- Snakes on the Plane (2006) kể về trận chiến chống lại những vị khách độc hại không mời đã biến chuyến bay thành bãi tha ma đầy xác chết.

## Loài cá

### Cá mập

Phim Hung thần đại dương năm 2017

Cá mập được ví như cỗ máy ăn thịt đã được khắc họa trong một loạt tác phẩm điện ảnh nhằm cảnh báo mối đe dọa, nguy hiểm, rùng rợn đằng sau chúng. Từ tác phẩm kinh điển Jaws (1975) của đạo diễn lừng danh Steven Spielberg, cho đến nay chủ đề chưa bao giờ bị ngưng khai thác. Ngoài loạt phim Jaws, còn có những phim đáng chú ý khác như Deep Blue Sea (1999), Open Water, Shark Night (2011), The Shallows (2016) và 47 Meters Down (2017) và The Meg (2018) đều mang đến giá trị giải trí rất tốt và nguồn doanh thu dồi dào cho giới làm phim. Cụ thể là:
- Jaws (1975) – Hàm cá mập về một con cá mập sát thủ khổng lồ làm kinh hoàng những du khách trên một đảo nhỏ, và đánh dấu sự xuất hiện của một trong những đạo diễn lớn nhất mọi thời đại. Tác phẩm kinh dị của đạo diễn Steven Spielberg không chỉ gây ảnh hưởng lớn tới nền văn hóa giải trí nước Mỹ, mà còn đánh mạnh vào bản năng sợ hãi bị ăn thịt bởi những loài động vật to lớn hơn của con người.

Điều biến cuốn phim này trở thành một trong những phim cá mập hay nhất là câu chuyện nguyên gốc, đáng sợ và hồi hộp, kỹ xảo rất ấn tượng và dàn diễn viên. Ngày nay cuốn phim này vẫn còn làm hoảng sợ những người xuống nước. Jaws chứa đựng nhiều cuộc tấn công đẫm máu từ đám cá mập trắng, khiến không ít người không dám đặt chân xuống biển suốt một thời gian dài.
- Jaws 2 (1978) – Hàm cá mập 2: là một trong những cuốn phim tiếp theo về cá mập. Nhân vật chính của phim, cảnh sát trưởng Martin Prody trở lại trong phim để điều tra kỹ hơn về vùng nước Amity. Cuốn phim không vượt qua được chất lượng của cuốn đầu, nhưng cũng được đánh giá cao. Phim do Jeannot Szwarc đạo diễn.
- Deep Blue Sea (1999) – Biển xanh sâu thẳm: Là một trong những cuốn phim đắt đỏ nhất và là một trong những cuốn phim về cá mập hay nhất với hiệu ứng đặc biệt. Câu chuyện xung quanh một nhóm các nhà khoa học tin rằng cơ não lấy từ cá mập mako có thể được sử dụng để chữa bệnh Alzheimer. Nhưng những con cá mập chống lại và thoát ra được ngoài đại dương.
- 12 Days of Terror (2004) - 12 ngày kinh hoàng: là một cuốn phim tài liệu từ năm 2004, dựa vào loạt sách cá mập tấn công ở bờ biển New Jersey mùa hè 1916. Cuốn phim dựa vào những sự kiện có thật, khi người ta trải qua 12 ngày kinh hoàng vì một con cá mập trên sông và giết bốn người.
- Blue Water, White Death (1971) – Nước xanh, Chết trắng: là cuốn phim tài liệu hay về Peter Gimbel và một nhóm các nhà nhiếp ảnh, những người ra biển để tìm và quay phim về cá mập trắng. Chuyến đi kéo dài 9 tháng, và họ đã quay được những quái thú này ở nơi sinh sống tự nhiên của chúng.
- Open Water (2003) - Vùng nước mở hay Trôi dạt: Phim dựa trên chuyện có thật xảy ra năm 1988 kể về chuyến du lịch định mệnh của cặp vợ chồng đang cố hàn gắn tình cảm. Do mải mê lặn, họ bị đoàn du lịch bỏ lại với một con cá mập hung tợn mà không hay biết. Không may thay, họ kẹt lại ở đúng vùng nước nhiễm khuẩn, phải đương đầu với nhiều con cá mập khát máu hơn thường lệ. Không giống các phim về đề tài cá mập khác, Open Water được làm theo hướng giả tài liệu, khai thác yếu tố tâm lý hoảng sợ của hai nhân vật chính.
- The Reef (2010) - Rặng đá ngầm: Bộ phim kinh dị của Australia về câu chuyện của nhóm bạn trẻ ngao du trên chiếc du thuyền đến nghỉ mát ở biển Indonesia. Khi thuyền lật, họ không còn cách nào khác ngoài việc cố bơi vào một hòn đảo cách đó 12 dặm. Đồng hành với họ là con cá mập trắng to lớn và hung dữ. Đạo diễn Andrew Traucki tạo nên các tình huống kịch tính, buộc nhân vật phải đấu tranh giành giật sự sống.
- 2-Headed Shark Attack (2012) – Cá mập hai đầu tấn công: Một sản phẩm của hãng Syfi công chiếu năm 2012 kể về những người sống sót thoát khỏi một đảo san hô bỏ hoang sau khi một học kỳ tại tàu biển bị chìm đắm bởi một con cá mập hai đầu đột biến. Nhưng khi các đảo san hô bắt đầu ngập lụt, không có ai là an toàn từ hàm đôi của con quái vật. Kỳ học mùa hè ở biển kết thúc trong 88 phút khi những nữ sinh ngực trần chạy trốn trên một hòn đảo nhỏ vì một con cá mập hai đầu. Phần hay nhất tuyệt đối của nó – hòn đảo bị chìm khi con cá mập đụng vào nó.
- 3-Headed Shark Attack (2015) - Cá mập ba đầu tấn công: Là một bộ phim kinh dị hành động khoa học viễn tưởng của Mỹ được phát triển từ hãng The Asylum và có sự tham gia của Daniel Trejo, diễn viên gốc Việt Karrueche Tran (Trần) và Rob Van Dam. Được đạo diễn Christopher Ray trực tiếp chỉ đạo. Cá Mập 3 Đầu là cỗ máy giết người lớn nhất thế giới với 3 cái đầu như thần chết người khi một đột biến, ba đầu, cá mập trắng lớn đe dọa một tàu du lịch. Như những con cá mập ăn theo cách của mình từ một đầu của con tàu để tiếp theo, các hành khách chiến đấu chống lại kẻ săn mồi nguy hiểm bằng cách sử dụng bất cứ điều gì họ có thể tìm thấy.
- 5-Headed Shark Attack (2017) - Cá mập năm đầu tấn công: Là một bộ phim kinh dị khoa học viễn tưởng dành cho truyền hình của Mỹ do The Asylum kết hợp với Syfy sản xuất. Mặc dù có hình ảnh một con cá mập có 5 đầu, bộ phim là phần thứ ba trong loạt phim Cuộc tấn công cá mập nhiều đầu (Multi-Headed Shark Attack), sau Cuộc tấn công cá mập 2 đầu và Cuộc tấn công cá mập 3 đầu và trước Cuộc tấn công cá mập 6 đầu, với bộ phim này có cả một cá mập bốn đầu và cá mập năm đầu.
- Sharktopus (2010) – Cá mập lên bờ: Các nhà khoa học thiên tài làm việc trong quân đội mất kiểm soát với một sinh vật có đầu cá mập và tua bạch tuộc. Không có quá nhiều điều để thích: Con cá mập bạch tuộc này có thể đi bộ trên các tua của nó. Nó cũng có thể ngồi trên đỉnh một chiếc tàu. Phần hay nhất tuyệt đối của nó là một con cá mập bạch tuộc ăn một người nhảy bungee.
- Mega Shark Versus Giant Octopus (2009) – Siêu cá mập đại chiến bạch tuộc khổng lồ: Sự nóng lên toàn cầu. Hai con quái thú thời tiền sử bị đóng băng 10 triệu năm trước phục hồi lại mối thù truyền kiếp sau khi được tan băng giải thoát. Không có giàn khoan dầu, cầu, tàu quân sự hay máy bay nào an toàn. Phần hay nhất tuyệt đối – Có hai chuyện: Cá mập mega ăn mất Cầu Cổng Vàng và nhảy lên cao một dặm thẳng đứng để ăn một chiếc máy bay.
- Sand Sharks (2011) –Cá mập cát: Phim kể về một con cá mập bơi được trên sa mạc. Phim nổi bật với phân cảnh mhững người trẻ tuổi mặc bikini vui vẻ nhảy nhót lên xuống bãi biển và khôn ngoan không xuống nước, cho tới khi họ phát hiện con cá mập có thể bơi trên cát. Phần hay nhất là một tay chạy xe máy đua trên cát bỏ lại con cá có vây đằng sau.
- Swamp Shark (2011) –Cá mập đầm lầy hay Đầm lầy cá mập: Kể về câu chuyện khi thả một con không phải tự nhiên vào nơi hoang dã. Nó có thể làm cho một số cô gái mặc (và không mặc) áo ngực bị nhai. Những chuyện tồi tệ khác cũng xảy ra. Phần hay nhất của phim là cảnh Con cá mập đầm lầy cắn đứt đầu của một gã và để thân lại trên cảng.
- Shark Night (2011) - Đầm cá mập: Phim xoay quanh chuyến du lịch của nhóm bạn trẻ ở ngôi biệt thự bên hồ. Cả nhóm bất ngờ bị tấn công bởi hàng chục con cá mập đủ loại, đủ kích cỡ. Từ đây, một âm mưu đen tối và tàn bạo dần được hé lộ. Một người trong số họ đã lợi dụng con cá mập nhốt trong hồ để tạo ra các cảnh tấn công giật gân hòng quay video kiếm lợi nhuận. Đây là bộ phim cá mập đầu tiên làm ở định dạng 3D, được đạo diễn bởi David R. Ellis. Phim có nhiều cảnh bạo lực, máu me và nhạy cảm, khai thác các màn tấn công bất ngờ của cá mập gây thót tim khán giả.
- Bait-3D (2012) - Bẫy cá mập: Phim được đạo diễn Kimle Rendall khai thác theo hướng mới khi kết hợp với đề tài thảm họa, đặt câu chuyện phim trong bối cảnh hậu thảm họa sóng thần. Phim có nội dung khác quen thuộc của dòng phim kinh dị khi nói về một nhóm người bị mắc kẹt trong không gian kín, lần lượt từng người bị giết hại, chỉ còn lại vài người chiến đấu dũng cảm sống sót. Dù không được đánh giá cao về câu chuyện nhưng Bait lại hấp dẫn khán giả ưa cảm giác mạnh bằng nhiều cảnh máu me rùng rợn được quay bằng kỹ thuật 3D.
- The Shallows (2016) - Vùng nước tử thần còn có tựa tiếng Việt là Vùng nước nông: Trong phim, một cô gái lướt sóng bị mắc cạn cách bờ 200 thước Anh (180 m), và phải sử dụng trí thông minh và quyết tâm sống sót trước cuộc tấn công của cá mập trắng lớn. Phim ca ngợi trí tuệ của con người trước nghịch cảnh khi cô gái trẻ bước vào cuộc chiến khốc liệt và đơn độc trên biển cả với hình ảnh Nancy cô độc không lối thoát, đến điểm nhìn mấp mé dưới nước của hung thần biển đang rình mò miếng mồi ngon mắc cạn[15].
- 47 Meters Down (2017) - Hung thần đại dương: là một bộ phim điện ảnh kinh dị sống còn của Anh-Mỹ năm 2017. Trailer chính thức của 47 Meters Down: The Next Chapter (Hung Thần Đại Dương: Thảm Sát) mang khán giả tới gần hơn với cỗ máy giết người tự nhiên mang tên cá mập trắng. Câu chuyện về 4 cô gái ưa mạo hiểm tự mình nộp mạng cho tử thần được miêu tả sắc nét và ghê rợn với hình ảnh hàm răng nanh sắc lẹm và máu nhuộm đỏ đáy biển[16]. Phim kể về cuộc hành trình giành lấy sự sống đầy cam go của hai chị em Lisa (Mandy Moore) và Kate (Claire Holt) trước những kẻ săn mồi nguy hiểm nhất đại dương[17].
- The Meg (2018) - Cá mập siêu bạo chúa: Là một bộ phim kinh dị khoa học viễn tưởng Mỹ của đạo diễn Jon Turteltaub, nội dung phim dựa trên cuốn tiểu thuyết Meg: A Novel of Deep Terror của nhà văn Steve Alten lần đầu xuất bản vào năm 1997. Trong quá khứ, Jonas Taylor (Jason Statham đóng) từng cứu hộ một đoàn các nhà khoa học khi tàu của họ bị sinh vật cá mập khổng lồ trên biển tấn công. Lúc đó, anh nhìn thấy tàu đang bị tàn phá sau đó là phát nổ mà anh không thể làm gì hơn để cứu họ. Anh kể lại câu chuyện này và bị bác bỏ, ai cũng cho rằng loài cá mập đó đã tuyệt chủng.

Nhà đầu tư Jack Morris (Rainn Wilson đóng) tới Trung Quốc để xem trạm nghiên cứu mới của ông, nơi các nhà khoa học đang cố gắng đạt đến một sự chinh phục mới của đáy đại dương được che giấu bởi một lớp khí đông lạnh. Họ đột phá nhưng trước khi họ có thể điều tra thêm, họ bị tấn công bởi một con Megalodon khổng lồ là con cá mập thời tiền sử được cho là đã tuyệt chủng. Với ba trong số nhóm bị mắc kẹt dưới đáy đại dương, Jonas Taylor được gọi đến để giải cứu họ. Cá mập siêu bạo chúa đã trốn thoát lên bề mặt, họ phải nhanh chóng cản được nó trước khi nó tiếp cận những vùng đông dân cư.
- The Frenze hay Surrounded (2018): Phim kể về một nhóm bạn trẻ đang quay vlog du lịch, nhưng trong chuyến đi tiếp theo, máy bay thủy phi cơ của họ gặp sự cố nên lao xuống biển, những người sống sót tìm thấy mình trôi dạt trong đại dương bao la trong xanh và bị vây quanh là một đàn cá mập trắng lớn đang trong cơn điên cuồng kiếm ăn.
- Shark Season (2020) hay Deep Blue Nightmare - Ác mộng biển xanh do Jared Cohn làm đạo diễn, với sự tham gia của nữ diễn viên Juliana DeStefano
- Sharknado (2013): Là một bộ phim về thảm họa khoa học viễn tưởng được sản xuất cho truyền hình của Mỹ kể về một con tàu thủy đưa cá mập ra khỏi đại dương và gửi chúng ở Los Angeles. Đây là phần đầu tiên trong loạt phim Sharknado.
- Ghost Shark (2013) - Cá mập ma là một bộ phim kinh dị năm 2013 do Griff Furst đạo diễn cho mạng truyền hình Syfy. Với Furst do Paul A. Birkett và Eric Forsberg tham gia viết kịch bản, bộ phim được công chiếu trên Syfy vào ngày 22 tháng 8 năm 2013.

### Loài khác
Ngoài ra dưới vùng nước còn có loài cá Piranha nguy hiểm vốn khá được yêu thích với loạt phim cùng tên đầy máu me ghê rợn nhưng lại không được đánh giá cao.
- Cá hổ ăn thịt người - Piranha 3D (2010): Loài cá hổ ở vùng Amazon là nỗi kinh hoàng trong tự nhiên. Nhưng trên màn ảnh, chúng còn trở nên đáng sợ hơn gấp nhiều lần. Làm lại từ bộ phim Piranha năm 1978, phiên bản phim 2010 gây tranh cãi bởi nhiều cảnh nóng gây sốc, đồng thời đem đến những hình ảnh đáng sợ khi hàng bầy cá hổ xuất hiện từ thời tiền sử bâu vào ngấu nghiến da thịt của các cô cậu thanh niên xấu số.
- Killer Fish (1978)
- Mega Piranha (2010)
- Piranha (1978)
- Piranha II: The Spawning (1981)
- Piranha (phim 1995)
- Piranha 3DD (2012)
- Piranhaconda (2012)

Ngoài ra, còn các loài cá khác cũng được đưa lên màn ảnh kinh dị:
- Frankenfish (2004) có tên việt là Cá Quỷ là một bộ phim kinh dị quái thú kể về một con cá đầu rắn lưỡng cư (cá lóc) đã được biến đổi gen có thể đi lại trên mặt đất, thoát ra từ một vụ đắm tàu và bắt đầu gây kinh hoàng cho vùng đầm lầy ở Louisiana. Bên cạnh những khoảnh khắc máu me rùng rợn của bộ phim kinh dị quái thú nào cũng có, Frankenfish đã tinh tế lồng vào những chi tiết hài hước mang tính giả tưởng cao.
- Snakehead Terror (tạm dịch: Cá lóc ăn thịt người): Một bộ phim kinh dị do Mỹ và Canada hợp tác sản xuất, phim có bối cảnh tại một thị trấn nhỏ đang cố gắng phục hồi sau thời kỳ suy thoái kinh tế, thì họ phải đối mặt với một loài cá lóc đột biến gen (gọi là Cá đầu rắn-Snakehead) khi mà chúng có thể đi chuyển trên cạn để săn thức ăn khi dưới hồ đã không còn gì để ăn.
- Beneath (phim 2013) (tạm dịch: Hồ thủy quái): Bộ phim kinh dị kể về câu chuyện 6 thanh niên trung học tổ chức buổi tham quan pinic, khi chèo thuyền họ phát hiện ra con cá ăn thịt người đang tấn công họ và họ phải quyết định ai phải hy sinh để trở về bờ. Con cá da trơn khổng lồ ăn thịt người chuyên lượn lờ bên những chiếc tàu của cả nhóm để chực ăn thịt ai rơi xuống hồ.
- Big Fish: Phim về đề tài lâm lý, có nhắc đến một con cá da trơn khổng lồ.
- Cá vàng (Golden Fish): Bộ phim tâm lý xã hội của Hàn Quốc[18]

## Côn trùng
Phim kinh dị về côn trùng (thường bao gồm cả nhện) vốn đã bắt đầu được khai thác từ giữa thế kỷ trước và ngày càng tiếp tục đến ngày hôm nay. Kể từ tác phẩm đầu tiên về chủ đề này là Highly Dangerous vào những năm 1950, Hollywood đã sản xuất gần 200 bộ phim về côn trùng trong đó có đến hơn 75 bộ phim về loài nhện, đi kèm theo đó luôn là các hình ảnh côn trùng khổng lồ nuốt sống người, hay những cảnh ong, ruồi, kiến  bu lấy thân xác nạn nhân xấu số.
- Arachnophobia (1990): Một nhà nghiên cứu côn trùng, bác sĩ James Atherton đi vào rừng nhiệt đới Amazon với hy vọng khám phá ra những loài côn trùng để tìm thấy một loài nhện mới rất hung dữ và đã bắt được con nhện và bắt đầu nghiên cứu, con nhện đó không có các cơ quan sinh dục.Jerry Manley vô tình đi qua một con nhện đực màu mè và nhảy vào ba lô, đêm đó khi vào túi ngủ Manley đã bị nó cắn, nọc độc của con nhện đã phát tán khắp người Manley và sau đó bị chết, xác ông được đưa về Hoa Kỳ và kết luận nguyên nhân cái chết là do bị sốt. Con nhện vẫn ở trong xác chết.
- Spider House (2014): Phim kể về giáo sư Alice Roberts tham gia cùng nhà côn trùng học Tim Cockerill vào trong một ngôi nhà chứa đầy hàng trăm con nhện trong một bộ phim tài liệu nhằm khám pha cuộc sống bí mật của con nhện trong nhà.
- Ice Spiders (2007): Phim nói về việc lai tạo ra một giống nhện mới với nhiều loài khác sau đó, về những con nhện thoát ra và con nhện cuối cùng còn lại trong phòng thí nghiệm, một con góa đen bị biến thành, tấn công nhân vật chính và buộc cô ta vào một văn phòng bị khóa
- Incredible Spiders (2016): Phim kể về được trang bị tám chân và tám mắt, và sau hàng triệu năm đã phát triển nhiều thứ khác để thích nghi với môi trường sống, chúng có thể sống trong sa mạc, rừng rậm và thậm chí dưới nước, chúng có kích thước, màu sắc khác thường, một số có lông, một số có chân dính để bắt con mồi.
- Spiders (2013): Một trạm liên lạc vũ trụ của Liên Xô bị rơi và đâm trúng vào bến tàu điện ngầm tại thành phố New York. Sau cú va chạm đó, một loài nhện độc khổng lồ đã bị biến đổi gien trở thành những con quái vật khủng khiếp đi tàn phá thành phố. Đáng nguy hiểm hơn những con nhện khổng lồ có thể ăn thịt người. Chính phủ thất bại trong tham vọng nghiên cứu và kiểm soát bầy nhện. Jason, nhân viên giám sát đường hầm tàu điện ngầm rơi vào trận chiến chống lại nhện chúa để bảo vệ gia đình và thành phố New York.
- Camel Spiders (2011): Phim lấy ý tưởng trên một sinh vật có thật đã nhiều năm gây rắc rối cho quân đội Hoa Kỳ ở khu vực Trung Đông bây giờ, loài sinh vật đó đổ bộ lên khu sa mạc phía Tây Nam Hoa Kỳ, và trở nên vô cùng hung dữ, không sợ bất kỳ loài động vật nào  kể cả con người. Không còn nơi đâu là an toàn, không ai có thể tránh khỏi độc tố từ những cú cắn của chúng.
- Eight Legged Freaks-tạm dịch là Quái vật 8 chân (2002) là phim hài kinh dị Mỹ kể về cuộc xâm lăng của loài nhện. Nội dung của bộ phim kể về loài nhện độc vô tình tiếp xúc chất độc nên bỗng chốc to lớn. Chúng sinh sôi hàng loạt và tìm mọi cách để tấn công loài người. Điều đáng cười và chi tiết gây hài trong bộ phim kinh dị hài Mỹ này chính là ở điểm các nhân vật dù sợ hãi la hét nhưng vẫn không quên dành thời gian để nói móc hoặc hạ nhục nhau, thậm chí, có một gã khùng còn cãi nhau tay đôi với lũ nhện.
- Them (1954)
- The Fly (1986)
- Kingdom of the Spider (1977)
- The Nest (1988)
- Mimic (1997)
- Stung (2015)

## Ký sinh trùng
Các loài ký sinh trùng từng được các nhà làm phim trên toàn thế giới khai thác triệt để dưới nhiều khía cạnh kinh dị khác nhau, trong đó chủ yếu là ký sinh trùng có nguồn gốc là sinh vật ngoài hành tinh và những loài ký sinh trùng đột biến, nói chung đây là những sinh vật kinh dị.
- Alien (1979): Loài quái vật không gian không chỉ khiến người xem khiếp đảm với tạo hình khi trưởng thành mà còn gieo rắc nỗi sợ hãi với hình ảnh thuở sơ sinh, khi chúng còn nằm trong những quả trứng nhớp nhúa. Nó có chiếc đuôi dài nhằm cấy trứng ký sinh vào cơ thể sống khác. Hình ảnh con quái vật tí hon ngóc đầu ra ngọ nguậy giữa lồng ngực nhân vật Kane chính là một trong những cảnh phim ghê rợn nhất lịch sử điện ảnh.
- The Thing (1982): Một đoàn thám hiểm tại Nam Cực phải đối mặt với hàng loạt cái chết bí ẩn, xảy ra với cả những chú chó kéo xe lẫn con người nhưng thủ phạmchính là một loài ký sinh quái đản. Sau khi phát triển trong xác chết, chúng giả dạng vật chủ từ hành động đến suy nghĩ, hoặc biến thành hình hài kinh tởm.
- The Faculty (1998): Tác phẩm kinh dị lấy bối cảnh là một ngôi trường bị quái vật ngoài hành tinh xâm chiếm. Chúng là một loài ký sinh có khả năng nhân bản và nhăm nhe sử dụng cơ thể con người nhằm thôn tính Trái đất.
- Dreamcatcher (2003): Phim ra đời năm 2003, xoay quanh cuộc tái ngộ của bốn người bạn cũ sau khi xa nhau gần hai thập kỷ, họ vô tình vướng vào cuộc chiến giữa quân đội với một thực thể ký sinh trùng ngoài hành tinh.
- The Puppet Masters (1994): Câu chuyện xoay quanh chuyến hành trình của ba mật vụ chính phủ Mỹ. Họ có nhiệm vụ ngăn chặn một loại ký sinh trùng ngoài hành tinh sở hữu khả năng kiểm soát trí não vật chủ.
- Slither (2006): Một thiên thạch chứa đựng loài ký sinh trùng gớm ghiếc rơi xuống thị trấn Wheelsy yên bình, chúng chọn thân xác chàng trai Grant Grant giàu có nhất vùng làm nơi trú ngụ. Kể từ đó, Grant thèm khát thịt tươi, từ thịt đông lạnh, thú cưng, gia cầm và cuối cùng là thịt người. Loài ký sinh trùng đỏ tươi trông giống như lũ đỉa hút máu, dần dà biến đổi cơ thể vật chủ trở nên gớm ghiếc.
- Splinter (2008): Bi kịch xảy ra khi một cặp vợ chồng trẻ đang trên đường đi nghỉ mát thì bị tấn công bởi một gã tội phạm cùng bạn gái hắn. Tại một trạm đổ xăng, tất cả trở thành mục tiêu của loài ký sinh bí ẩn. Chúng khiến vật chủ trở nên khát máu, điên loạn rồi lùng giết đồng loại.
- Deranged (2012): Là một trong những bộ phim đầu tiên xoay quanh thảm họa truyền nhiễm, con người phải đối mặt với loài ký sinh trùng lông bờm ngựa, liên tục biến đổi liên tục nhằm kiểm soát não bộ và phá hủy cơ thể vật chủ.
- Parasyte (2014-2015): Cậu học sinh trung học Shinzi Izumi may mắn ngăn một loài ký sinh đến từ ngoài hành tinh xâm nhập vào não mình. Nhưng nó vẫn kịp bám vào tay cậu, rồi tự lấy tên là Migi. Không nản chí, Izumi quyết định biến Migi thành thứ vũ khí lợi hại nhằm chiến đấu lại những ký sinh khác đang ẩn nấp dưới hình dạng con người.